# Ararat

Monte Ararat 3D

Il monte Ararat (AFI: /araˈrat/; Ağrı Dağı in turco, Արարատ in armeno: Agirî in curdo) è il più alto monte della Turchia (5137 m s.l.m.), si trova nella Turchia orientale sul confine tra la provincia di Ağrı e quella di Iğdır, a 22,5 km a nord di Doğubeyazıt (39°40'60.00"N 44°17'60.00"E). Il nome Ararat proviene dalla Bibbia e deriva da Urartu. In lingua turca ağrı significa "dolore" e dağ significa "montagna". Il nome turco è dunque traducibile come "Montagna del dolore".

## Geografia antropica

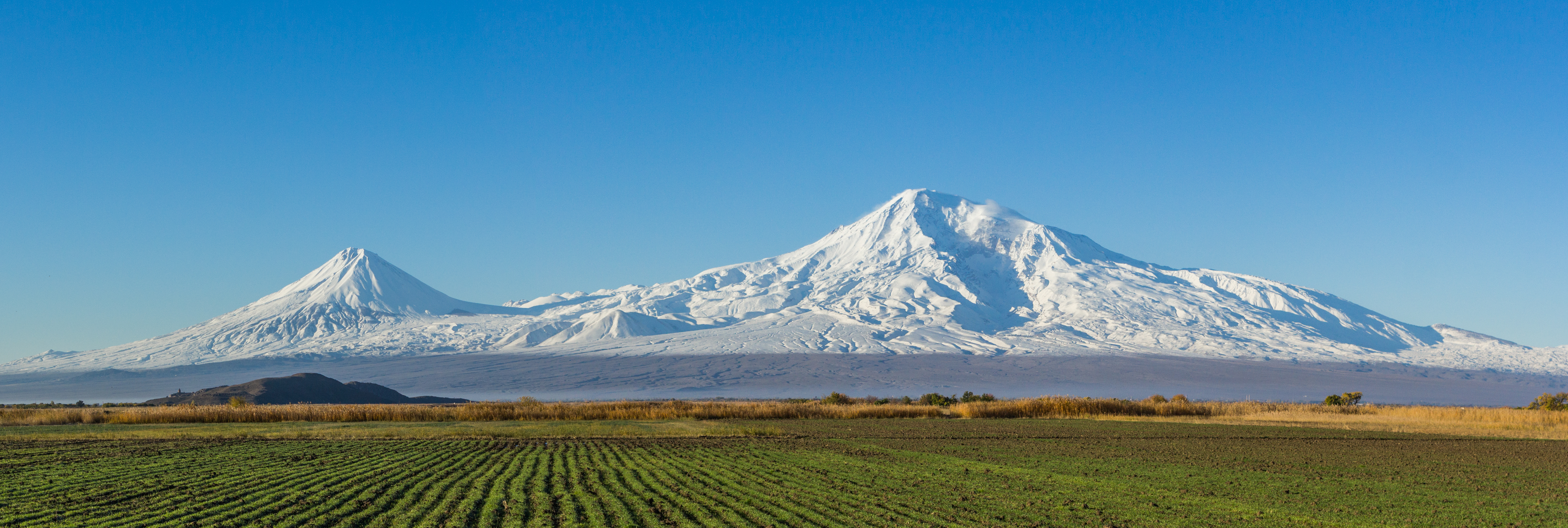
Vista della pianura araratiana nei pressi di Artašat, in Armenia.

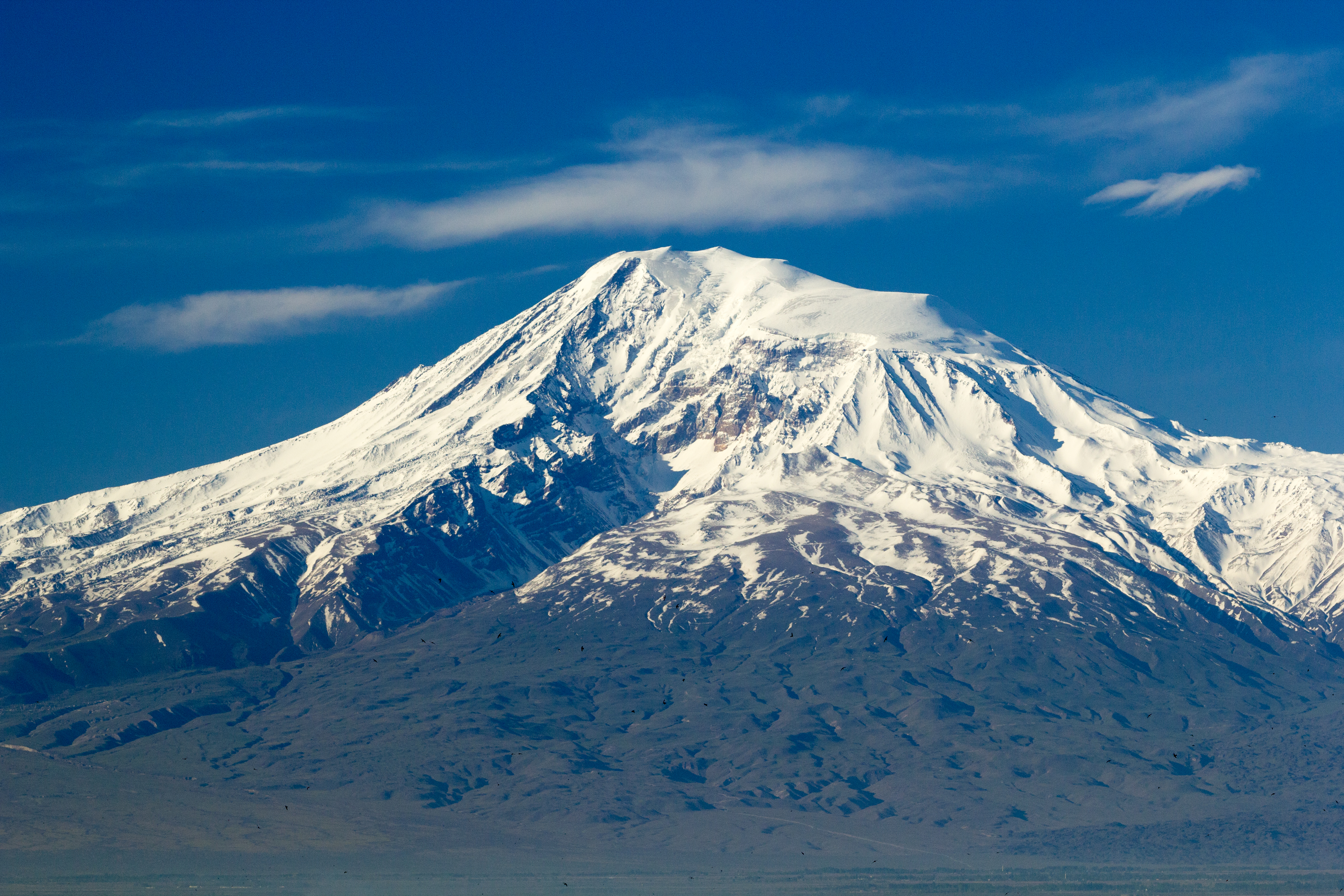
Il grande Ararat

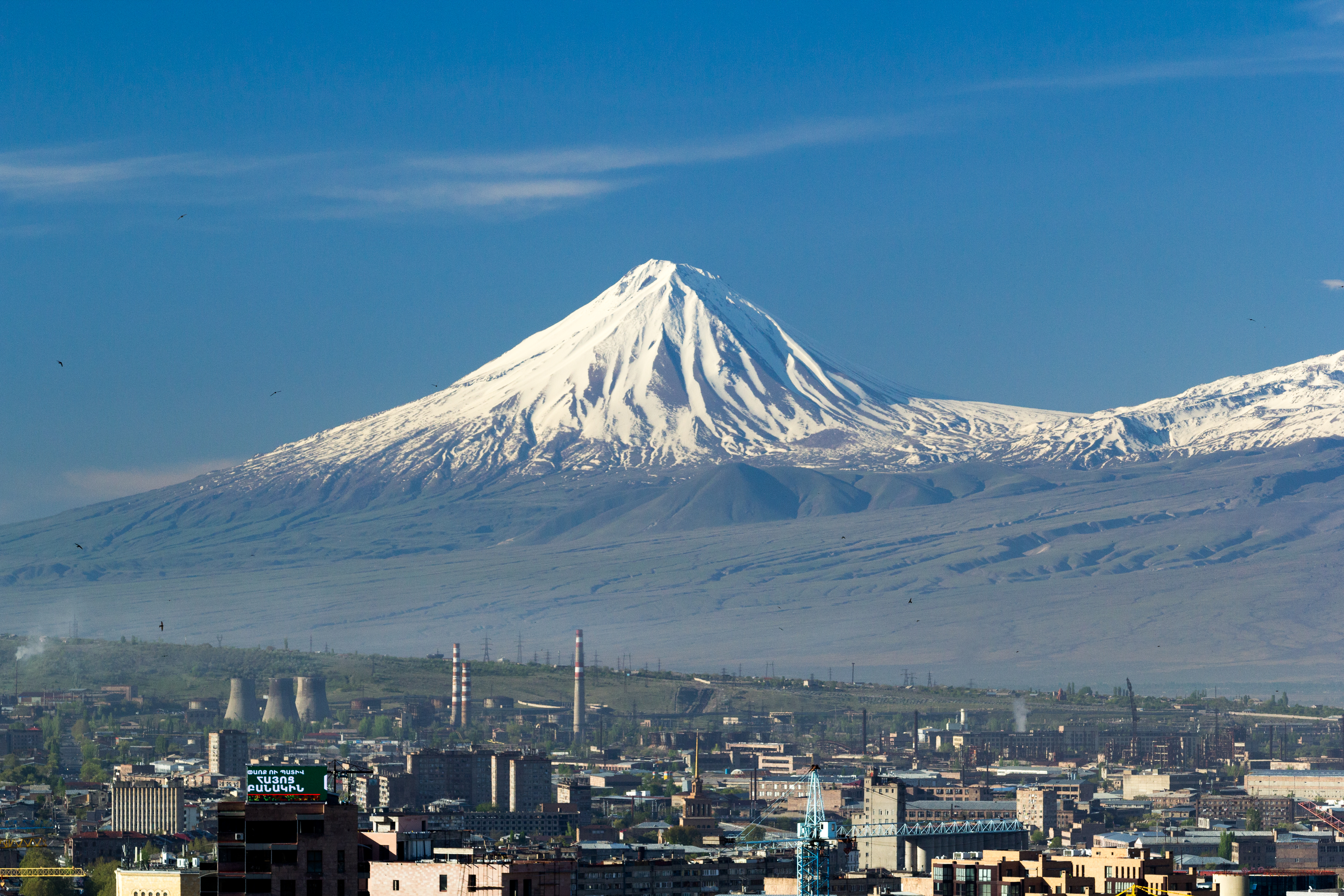
Il piccolo Ararat

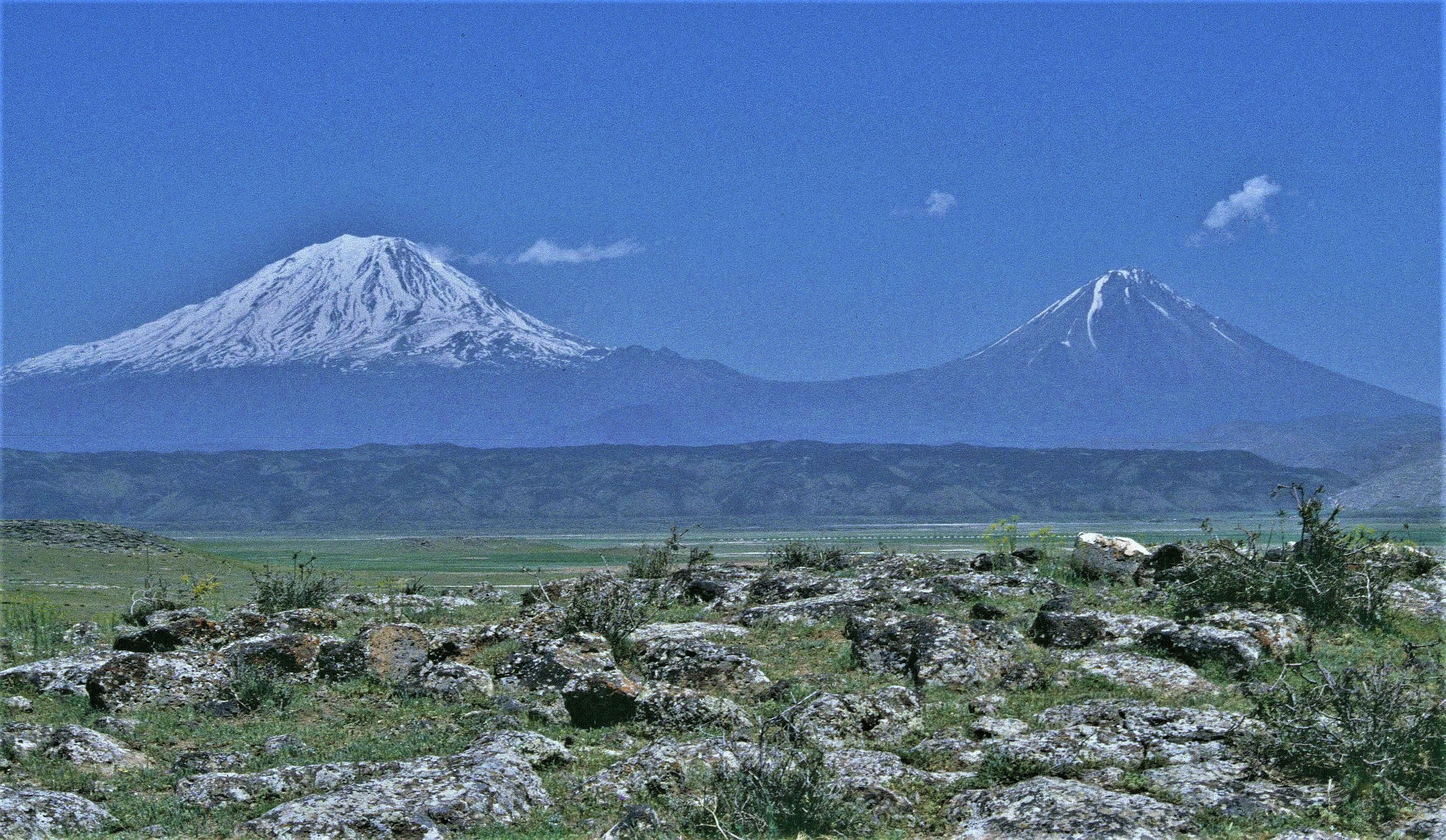
L'Ararat visto dalla Turchia

Il monte Ararat è ubicato nelle immediate vicinanze del confine tra Turchia, Armenia, Azerbaijan e Iran: la sua vetta, compresa nel territorio turco, è situata a sedici chilometri di distanza verso ovest dal confine iraniano e dall'exclave Nakhchivan dell'Azerbaijan, e trentadue chilometri a sud del confine armeno. I tripunti turco-armeno-azero e turco-iraniano-azero sono a otto chilometri di distanza, separati da un sottile segmento di territorio turco.
Dal sedicesimo secolo fino al 1828 la vetta del Grande Ararat e le sue pendici settentrionali, insieme alle pendici orientali del piccolo Ararat, facevano parte della Persia, mentre la catena era parte del confine ottomano-persiano. Dopo la guerra russo-persiana del 1826-28 e la stipula del trattato di Turkmenchay, il territorio precedentemente controllato dai Persiani fu ceduto all'Impero Russo. Il piccolo Ararat divenne il punto in cui convergevano le frontiere imperiali turche, persiane e russe. Gli attuali confini internazionali sono stati istituiti nel corso del ventesimo secolo. La montagna passò sotto il controllo turco durante la guerra tra Turchia e Armenia del 1920. Formalmente divenne parte della Turchia secondo il Trattato di Mosca del 1921 e il Trattato di Kars. Verso la fine degli anni venti la Turchia attraversò il confine iraniano e occupò il versante orientale del piccolo Ararat come parte del suo tentativo di reprimere la ribellione curda di Ararat, durante la quale i ribelli curdi sfruttarono l'area come un rifugio sicuro contro lo stato turco. Alla fine, l'Iran ha accettato di cedere l'area alla Turchia in uno scambio territoriale. Il confine tra Iran e Turchia si estende a est del piccolo Ararat, la vetta più bassa del massiccio dell'Ararat.
A partire dal 2004 la montagna è aperta agli scalatori solo con «permesso militare». La procedura per ottenere il permesso comporta la presentazione di una richiesta formale a un'ambasciata turca per uno speciale «visto per l'Ararat», ed è obbligatorio assumere una guida ufficiale della Federazione turca per l'alpinismo. L'accesso è ancora limitato, anche per gli scalatori che ottengono il permesso necessario, e i militari possono sparare senza preavviso a coloro che si discostano sul sentiero approvato o che vi si recano senza permesso.

## Etimologia
Ararat (a volte Ararad) è la versione greca della grafia ebraica (אֲרָרָט; 'RRṬ) del nome Urartu, un regno che dominava l'altopiano armeno nel IX-VI secolo a.C. L'orientalista tedesco e critico biblico Wilhelm Gesenius ipotizzò che la parola "Ararat" derivasse dalla parola sanscrita Arjanwartah, che significa «terra santa». Gli storici armeni legano solitamente l'origine della parola «Ararat» alla radice dell'endonimo delle popolazioni indigene dell'altopiano armeno ("ar-"), compresi gli armeni. La montagna è conosciuta come Ararat nelle lingue europee; tuttavia, nessuno dei popoli autoctoni in tale zona si riferisce tradizionalmente alla montagna utilizzando questo nome. Nell'antichità classica, in particolare nella Geografia di Strabone, le vette dell'Ararat erano note in greco antico come Ἄβος (Abos) e Νίβαρος (Nibaros).
Il nome armeno tradizionale è Masis (mas [masis], a volte Massis). Tuttavia, oggigiorno, i termini Masis e Ararat sono entrambi impiegati dagli Armeni ampiamente, spesso in modo intercambiabile. L'etimologia popolare, riportata nella Storia dell'Armenia di Movses Khorenatsi, deriva dal nome dal re Amasya, pronipote del leggendario patriarca armeno Hayk, che si dice abbia chiamato la montagna Masis in proprio onore. Secondo l'orientalista russo Anatoly Novoseltsev il termine Masis deriva dal masist del Medio Persiano, «il più grande». Secondo lo storico armeno Sargis Petrosyan la radice mas di Masis significa "montagna", cfr. Proto-Indo-Europeo *mņs -. Secondo l'archeologo Armen Petrosyan, esso deriva dalla montagna Māšu (Mashu) menzionata nell'epopea di Gilgamesh.
Il nome turco è Ağrı Dağı [ɑːrɯ dɑ.ɯ], turco ottomano: اغر طاغ Ağır Dağ), ovverosia «Montagna di Ağrı». Ağrı si traduce letteralmente in "dolore" o "sofferenza". Questo nome è noto sin dal tardo Medioevo. Il grande e il piccolo Ararat sono noti rispettivamente come Büyük Ağrı e Küçük Ağrı. Il nome persiano tradizionale è کوه نوح, [kuːhe nuːh], Kūh-e Nūḥ, letteralmente la «montagna di Noè». Il nome curdo della montagna è çiyayê Agirî [t͡ʃɪjaːje aːgɪriː], che si traduce in «montagna infuocata».

## Geografia
Il Monte Ararat si trova nella regione orientale dell'Anatolia, tra le province di Ağrı e Iğdır, vicino al confine con l'Iran, l'Armenia e l'exclave Nakhchivan dell'Azerbaigian, tra i fiumi Aras e Murat. La sua cima si trova circa sedici chilometri a ovest del confine tra Turchia e Iran e trentadue chilometri a sud del confine turco-armeno. La pianura dell'Ararat corre lungo il suo lato nord-ovest e quello occidentale.

### Elevazione
Un'elevazione di 5012 m (16 446 piedi) per il Monte Ararat è data da alcune enciclopedie e opere di riferimento analoghe. Tuttavia, un certo numero di fonti, come il Geological Survey degli Stati Uniti e numerose mappe topografiche altrettanto attendibili, indicano un'altezza pari a 5137 m (16 854 piedi), probabilmente più plausibile e accurata. L'altezza attuale può essere di 5125 m (16 814 piedi) a causa dello scioglimento della calotta di ghiaccio innevata sommitale.

### Calotta glaciale
Il monte Ararat presenta una calotta glaciale sulla sua cima. Almeno verso il 1957, si è ridotto. Verso la fine degli anni cinquanta Blumenthal osservò che esistevano undici ghiacciai in uscita che emergevano da una massa di neve sommitale che copriva un areale di circa dieci chilometri quadrati. A quel tempo, si è constatato che gli attuali ghiacciai sulla cima dell'Ararat si estendono fino a un'altitudine di 3 900 metri (12 800 piedi) sul versante esposto a nord e un'altezza di 4 200 metri (13 800 piedi) sul suo pendio rivolto a sud. Facendo ricorso a immagini aeree preesistenti e dati di telerilevamento, Sarıkaya e altri hanno studiato l'estensione della calotta glaciale sul Monte Ararat tra il 1976 e il 2011, scoprendo che questa si era ridotta a 8 km² (3,1 miglia quadrate) nel 1976 e a 5,7 km² (2,2 miglia quadrate) entro il 2011. Hanno calcolato che tra il 1976 e il 2011, la calotta glaciale in cima al Monte Ararat aveva perso il 29% della sua superficie totale, con un tasso medio di perdita di ghiaccio di 0,07 km² all'anno per un arco temporale di trentacinque anni. Questo dato è coerente con i tassi generali di ritiro di altri ghiacciai e calotte glaciali sommitali turchi documentati da altri studi.
Blumenthal stimò che il piano nivale si elevasse a tremila metri (9 800 piedi) sul livello del mare durante il Pleistocene superiore. Un tale piano avrebbe comportato una calotta di ghiaccio di 100 km² (39 miglia quadrate) di estensione. Tuttavia, osservò una mancanza di chiare prove di morene preistoriche diverse da quelle che erano vicine alle lingue del ghiacciaio del 1958. Blumenthal ha spiegato l'assenza di tali morene dalla mancanza di creste confinanti per controllare i ghiacciai, il carico di detriti insufficiente nel ghiaccio per formare morene e la loro sepoltura da successive eruzioni. Anni dopo, Birman osservò sulle pendici rivolte a sud una possibile morena che si estende per almeno trecento metri (980 piedi) di altezza sotto la base della calotta del 1958 ad un'altitudine di 4 200 metri (13 800 piedi). Ha anche individuato due depositi morenici che sono stati creati da un ghiacciaio della valle del Monte Ararat del Pleistocene, probabilmente dell'età del Wisconsin (ultimo massimo glaciale), giù dal Lago di Balık. La morena superiore si trova ad un'altitudine di circa 2 200 metri (7 200 piedi) e la morena inferiore si trova ad un'altitudine di circa 1 800 metri (5 900 piedi). La morena inferiore si trova a circa 15 chilometri (9,3 miglia) a valle del lago di Balık. Entrambe le morene sono alte circa 30 metri (98 piedi). Si sospetta che il lago di Balık occupi un bacino glaciale.

## Geologia
Il monte Ararat è uno stratovulcano composto poligenico. Comprende un'area di 1100 km² ed è il più grande edificio vulcanico della regione. Lungo il suo asse longitudinale in direzione nord-ovest, il monte Ararat ha una lunghezza di circa 45 chilometri ed è lungo circa 30 chilometri lungo il suo asse corto. Insiste su circa 1150 km² di detriti piroclastici dacitici e riolitici e di lave dacitiche, riolitiche e basaltiche.
Il monte Ararat si compone di due distinti coni vulcanici, il Grande e il Piccolo Ararat. Il cono vulcanico occidentale, il Grande Ararat, è più grande e alto del cono vulcanico orientale. Il Grande Ararat ha una larghezza di circa 25 chilometri alla base e sorge a circa 3 chilometri dai piani adiacenti ai bacini di Iğdir e Doğubeyazıt. Il cono vulcanico orientale, il piccolo Ararat, è alto 3 896 metri e 15 chilometri. Questi coni vulcanici, distanti 13 chilometri l'un dall'altro, sono separati da un'ampia fessura tendente a nord-sud. Questa crepa è l'espressione superficiale di un difetto estensionale. Numerosi coni parassiti e cupole di lava sono sorti in seguito a eruzioni laterali lungo questa faglia e sui fianchi di entrambi i principali coni vulcanici.

## Ascensioni

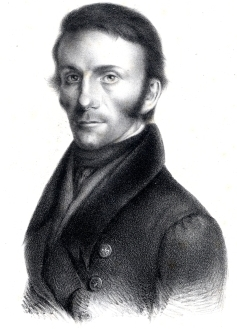
Friedrich Parrott

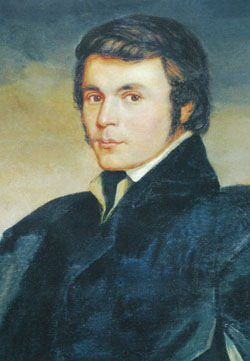
Khachatur Abovian

Un missionario del tredicesimo secolo, William di Rubruck, scrisse che «Molti hanno provato a scalarlo [l'Ararat], ma nessuno è stato in grado».
La Chiesa apostolica armena era storicamente contraria alle ascensioni di Ararat per motivi religiosi. Thomas Stackhouse, un teologo inglese del XVIII secolo, ha osservato che «Tutti gli armeni sono fermamente persuasi che l'arca di Noè esista fino ai giorni nostri sulla cima del Monte Ararat, e che per preservarla, a nessuno è permesso avvicinarsi». In risposta alla sua prima ascensione da parte di Parrot e Abovian, un sacerdote della Chiesa Apostolica Armena di alto rango ha commentato che scalare la montagna sacra era «legare il ventre della madre di tutta l'umanità in una modalità dragante». Al contrario, nel XXI secolo scalare l'Ararat divenne «l'obiettivo più apprezzato di alcuni dei pellegrinaggi patriottici organizzati in numero crescente dall'Armenia e dalla diaspora armena».
La prima ascensione certa della montagna nei tempi moderni ebbe luogo il 9 ottobre [O.S. 27 settembre] 1829. Il naturalista baltico tedesco Friedrich Parrot dell'Università di Dorpat arrivò a Etchmiadzin a metà settembre del 1829, quasi due anni dopo la cattura russa di Erivan, per il solo scopo di esplorare i pendii dell'Ararat. Il famoso scrittore armeno Khachatur Abovian, allora diacono e traduttore ad Etchmiadzin, gli fu assegnato dal Catholicos Yeprem, il capo della Chiesa armena, come interprete e guida.
Parrot e Abovian attraversarono il fiume Aras nel distretto di Surmali e si diressero verso il villaggio armeno di Akhuri situato sul versante settentrionale di Ararat, a 1 220 metri (4 000 piedi) sul livello del mare. Allestirono un campo base nel monastero armeno di Sant'Hakob, a un'altitudine di 1 943 metri (6 375 piedi). Dopo due tentativi falliti, raggiunsero la vetta al loro terzo tentativo alle 15:15. il 9 ottobre 1829. Il gruppo comprendeva Parrot, Abovian, due soldati russi (Aleksei Zdorovenko e Matvei Chalpanov) e due paesani armeni (Akhuri-Hovhannes Aivazian e Murad Poghosian). Parrot, in quest'occasione, misurò e fissò l'elevazione della montagna a 5 250 metri (17 220 piedi) usando un barometro a mercurio. Questa non fu solo la prima ascensione di Ararat, ma anche la seconda ascensione più alta scalata dall'uomo fino a quella data fuori dal Monte Licancabur nelle Ande cilene. Abovian scavò un buco nel ghiaccio ed eresse una croce di legno rivolta a nord; raccolse, inoltre, anche un pezzo di ghiaccio dalla cima e lo portò con sé in una bottiglia, considerando l'acqua dotata di santità. L'8 novembre [O.S. 27 ottobre] 1829, Parrot e Abovian, insieme al cacciatore di Akhuri, il fratello di Sahak, Hako, mentre faceva da guida ascesero sul piccolo Ararat.
Tra gli altri primi scalatori illustri dell'Ararat figurano il climatologo e meteorologo russo Kozma Spassky-Avtonomov (agosto 1834), Karl Behrens (1835), il mineralogista e geologo tedesco Otto Wilhelm Hermann von Abich (29 luglio 1845), e il politico britannico Henry Danby Seymour (1848). Più tardi, nel XIX secolo, due politici e studiosi britannici - James Bryce (1876) e H.F. B. Lynch (1893) - anche raggiunsero la cima della montagna. La prima ascensione invernale è stata compiuta da Bozkurt Ergör, l'ex presidente della Federazione turca di alpinismo, che ha scalato la vetta il 21 febbraio 1970.

## Arca di Noè

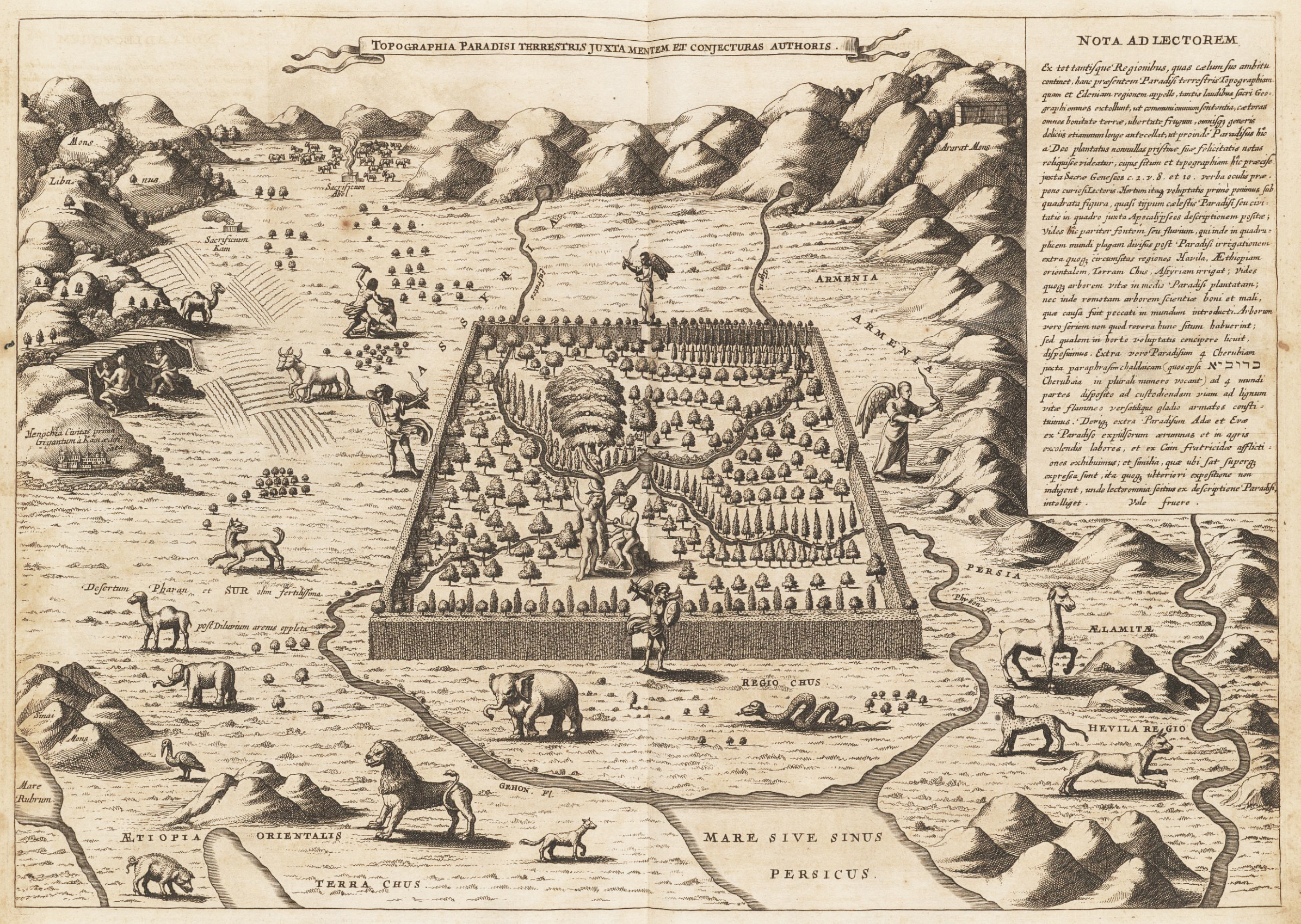
Topografia del paradiso del gesuita Athanasius Kircher dal suo libro del 1675 Arca Noë. A nord-est, fra le montagne sopra l'Armenia, si erge l'Ararat, raffigurato con un'arca di sagoma rettangolare sulla sua vetta.

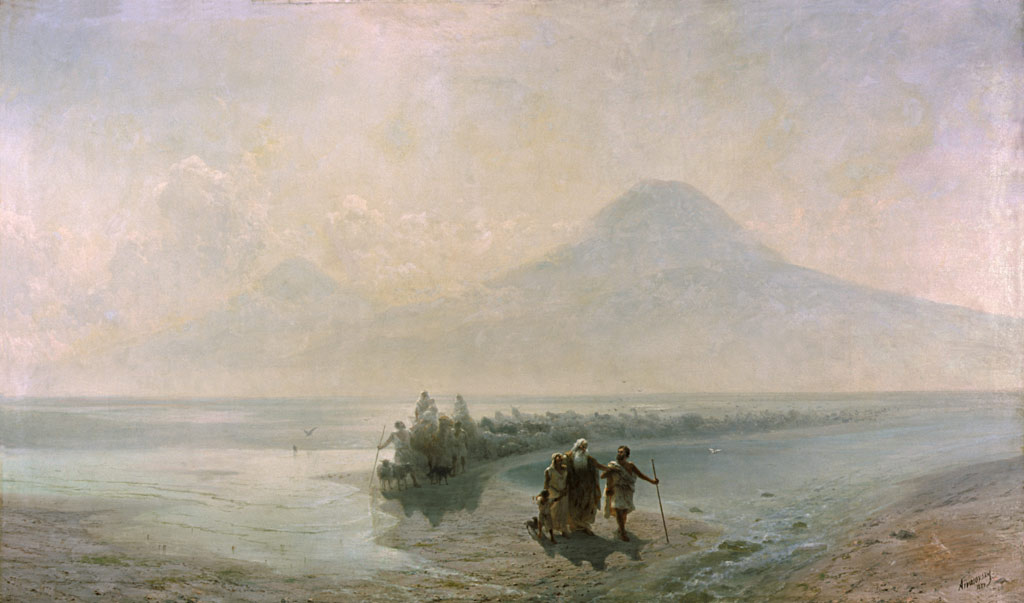
Ivan Konstantinovič Ajvazovskij, Discesa di Noè dall'Ararat (1889), Galleria Nazionale dell'Armenia. Il massiccio montuoso è visibile sullo sfondo: in primo piano Noè e la famiglia in cammino nella pianura di Ararat

Secondo il quarto versetto dell'ottavo capitolo del Libro della Genesi (Genesi 8:4), in seguito ad un'alluvione, l'Arca di Noè si posò sulle «montagne di Ararat» (ebraico biblico: הָרֵי אֲרָרָט, hare ararat). La maggior parte degli storici e degli studiosi della Bibbia concordano sul fatto che «Ararat» sia il nome ebraico di Urartu, il predecessore geografico dell'Armenia, e si riferiva alla regione più ampia al momento, e non alla specifica montagna oggi nota come Ararat. Effettivamente, la frase è tradotta come «montagne dell'Armenia» (montes Armeniae) nella Vulgata, la traduzione latina del IV secolo della Bibbia. Tuttavia, il Monte Ararat è considerato il sito tradizionale del luogo di riposo dell'Arca di Noè. Per questo motivo viene sovente denominata una montagna biblica.
Il monte Ararat è stato associato alla storia del diluvio di Genesi sin dai secoli XII-XIII: la popolazione armena locale, infatti, cominciò a identificarla come il sito di approdo dell'arca proprio durante quei secoli. F.C. Conybeare ha scritto che la montagna era «un caleidoscopico fulcro dove convergevano miti e culti pagani [...] e fu solo nell'undicesimo secolo, dopo che questi erano svaniti dalla mente popolare, che i teologi armeni si avventurarono a localizzare sulle sue eterne masse innevate il luogo di riposo dell'arca di Noè». Un missionario francescano del XIII secolo, Guglielmo di Rubruck, è generalmente considerato il primo riferimento per la tradizione del monte Ararat come punto di approdo dell'arca nella letteratura europea. Un viaggiatore inglese del XIV secolo, John Mandeville, è un altro autore che ha menzionato il Monte Ararat riallacciandolo alla tradizione biblica, indicandolo dove il luogo «dove si trovava la nave di Noè, che riposa ancora lì».

### Prevalenza della leggenda
La discesa di Noè dall'Ararat di Ivan Aivazovsky (1889, Galleria Nazionale dell'Armenia) raffigura Noè con la sua famiglia e una processione di animali nell'atto di attraversare la pianura dell'Ararat, seguendo la loro discesa dal monte omonimo, visibile sullo sfondo.
La maggior parte dei cristiani, malgrado siano stati proposti altri sei possibili approdi, identifica il monte Ararat con le «montagne dell'Ararat» di biblica memoria, «in gran parte perché sarebbe stato il primo picco ad emergere dalle acque dilaganti». L'Ararat è dove la tradizione europea e la maggior parte del cristianesimo occidentale pongono lo sbarco dell'arca di Noè. Secondo Spencer e Lienard la tradizione «sembra essere ben radicata nel mondo cristiano». Un dizionario biblico del 1722 di Austin Calmet e del 1871 Jamieson (Jamieson-Fausset-Brown Bible Commentary) pure indica il Monte Ararat come il luogo in cui la tradizione dice che l'arca si sia posata. Il missionario americano H. G. O Dwight scrisse nel 1856 che questa costituiva «l'opinione generale dei dotti in Europa». James Bryce, pur ammettendo che il brano biblico implica che l'arca poggiava su una «generica montagna del distretto che gli ebrei conoscevano come Ararat, o Armenia», scrisse in un articolo del 1878 per la Royal Geographical Society che lo scrittore biblico doveva necessariamente pensare proprio al massiccio dell'Ararat mentre redigeva il versetto perché «è molto più alta, più evidente e più maestosa di qualsiasi altra cima in Armenia».
Durante la sua visita in Armenia nel 2001, Papa Giovanni Paolo II ha dichiarato nella sua omelia nella Cattedrale di San Gregorio Illuminatore di Yerevan: «Siamo vicini al Monte Ararat, dove la tradizione dice che l'Arca di Noè sia venuta a riposare». Il Patriarca Cirillo I, il capo della Chiesa ortodossa russa, ha anche menzionato il Monte Ararat come luogo di riposo dell'Arca di Noè nel suo discorso alla Cattedrale di Etchmiadzin durante la sua visita in Armenia nel 2010.
Quanti si oppongono a questa tradizione sottolineano invece che Ararat era il nome del paese, non della montagna, nel momento in cui fu scritta la Genesi. Arnold ha scritto nel suo commento della Genesi del 2008: «La posizione "sulle montagne" dell'Ararat indica non una montagna specifica con quel nome, ma piuttosto la regione montuosa della terra di Ararat».

### Ricerche
Ararat è stato tradizionalmente il centro principale delle ricerche dell'Arca di Noè. Augustin Calmet scrisse nel suo dizionario biblico del 1722: «Si afferma, ma senza prove, che ci sono ancora resti dell'arca di Noè sulla cima di questa montagna, ma M. de Tournefort, che visitò questo luogo, ci ha assicurato che non c'era nulla inaccessibile come la cima del monte Ararat, sia per la sua grande altezza, sia per la neve che la copre perennemente». Le spedizioni archeologiche, a volte sostenute da chiese evangeliche e millenaristiche, sono state condotte dal XIX secolo alla ricerca dell'Arca. Secondo David Balsiger e Charles E. Sellier Jr. nel loro documentario del 1976 In Search of Noah's Ark , circa duecento persone provenienti da oltre venti paesi affermarono di aver visto l'Arca su Ararat dal 1856. Un frammento ligneo apparentemente appartenuto all'arca e trovato su Ararat è conservato come reliquia al museo della cattedrale madre di Etchmiadzin, centro della chiesa armena e patrimonio UNESCO. Le ricerche sull'arca di Noè sono considerate dagli studiosi un esempio di pseudoarcheologia. In tal senso Kenneth Feder scrive: «Poiché la stessa storia dell'alluvione non è supportata da alcuna prova archeologica, non bisogna sorprendersi se non vi sono testimonianze archeologiche di un'imbarcazione impossibilmente larga risalente a più di cinquemila anni fa».

## Significato simbolico

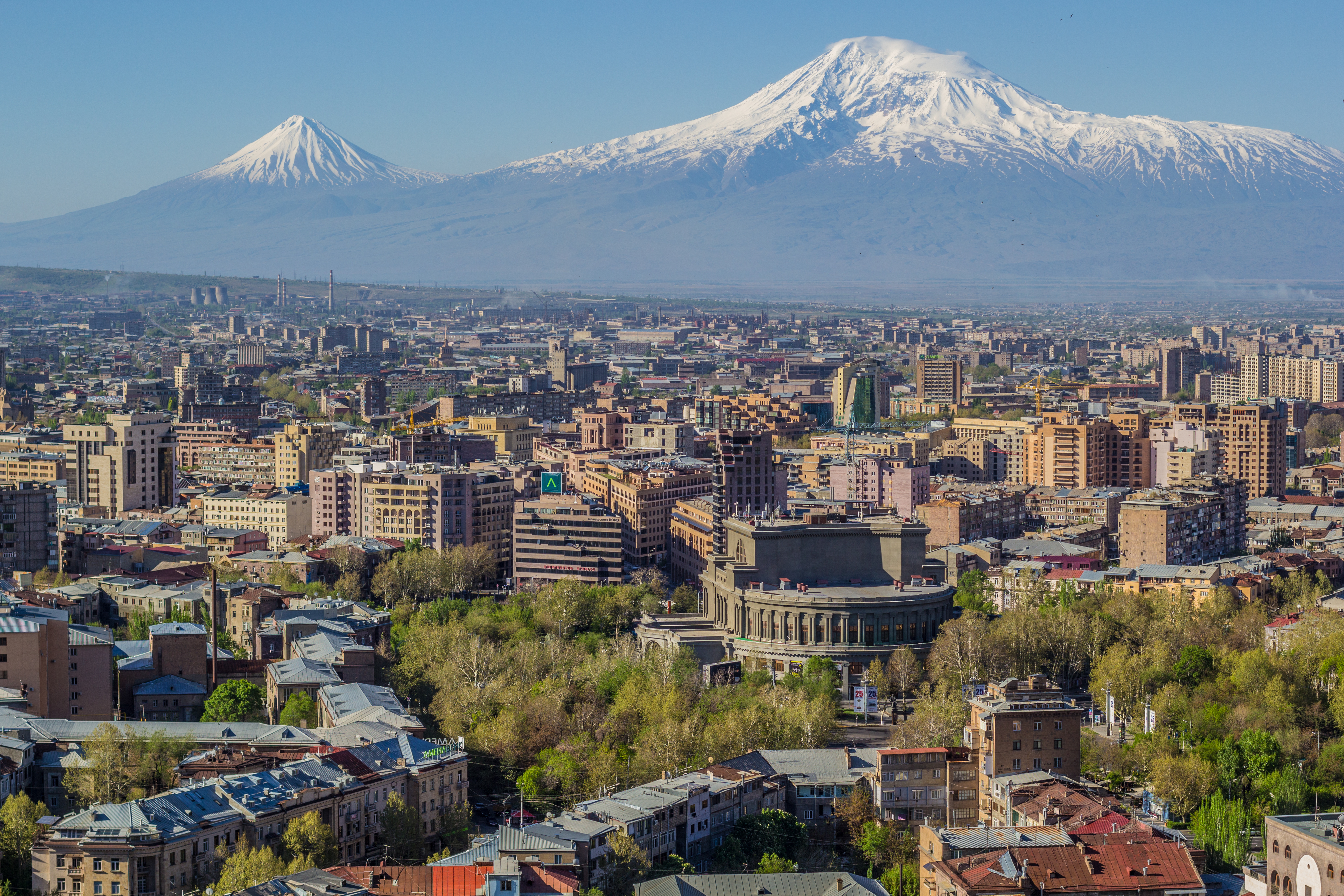
L'Ararat domina il profilo di Erevan, capitale dell'Armenia, ergendosi a 65 km di distanza da essa

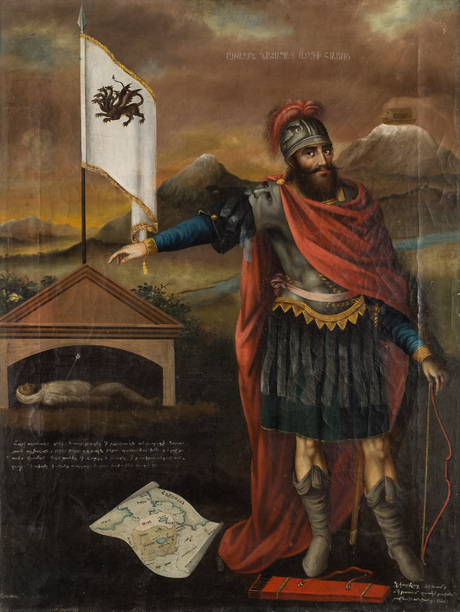
Hayk, mitico fondatore dell'Armenia, così come immaginato dal pittore Mkrtoum Hovnatanyan (1779 - 1845). L'Ararat è visibile sullo sfondo in alto a destra.

Nonostante si trovi fuori dai confini della moderna Repubblica di Armenia, Ararat è un monte storicamente associato a tale nazione. È ampiamente considerato il principale simbolo nazionale del paese e della sua capitale, Erevan. L'effigie dell'Ararat, solitamente inquadrata in un discorso nazionalista, è onnipresente nella cultura materiale quotidiana in Armenia. Secondo l'etnografo Tsypylma Darieva, gli armeni hanno «un senso di possesso di Ararat nel senso di proprietà culturale simbolica».
L'Ararat è pertanto conosciuto come la «montagna santa» del popolo armeno.
 Già sacralizzata dalla mitologia armena pre-cristiana, dove era la casa degli dei, con l'avvento del cristianesimo, la mitologia associata all'adorazione pagana della montagna andò perduta. Ararat era il centro geografico degli antichi regni armeni: basti pensare che uno studioso definì la grande Armenia (Armenia Maior) come «l'area a circa 320 miglia [320 km] in ogni direzione dal monte Ararat». Nel XIX secolo, in un'epoca intrisa di nazionalismo romantico, quando uno stato armeno non esisteva ancora, il monte Ararat simboleggiava lo storico stato-nazione armeno. La prima Repubblica dell'Armenia, il primo stato moderno armeno esistente tra il 1918 e il 1920, era talvolta chiamata Repubblica Ararata o Repubblica di Ararat poiché era centrata nella pianura di Ararat.
Il monte Ararat è stato rappresentato sullo stemma dell'Armenia in modo sistematico dal 1918. Lo stemma della Prima Repubblica è stato ideato dall'architetto Alexander Tamanian e dal pittore Hakob Kojoyan. Questo stemma ha subito lievi modifiche attuate dal parlamento della Repubblica di Armenia il 19 aprile 1992, dopo che l'Armenia ha riacquistato l'indipendenza. Ararat è raffigurato insieme all'arca sul suo picco sullo scudo con uno sfondo arancione. L'emblema della Repubblica socialista sovietica armena (Armenia sovietica) fu creato dai pittori Martiros Saryan e Hakob Kojoyan nel 1921. Il Monte Ararat è raffigurato al centro e ne costituisce una gran parte.

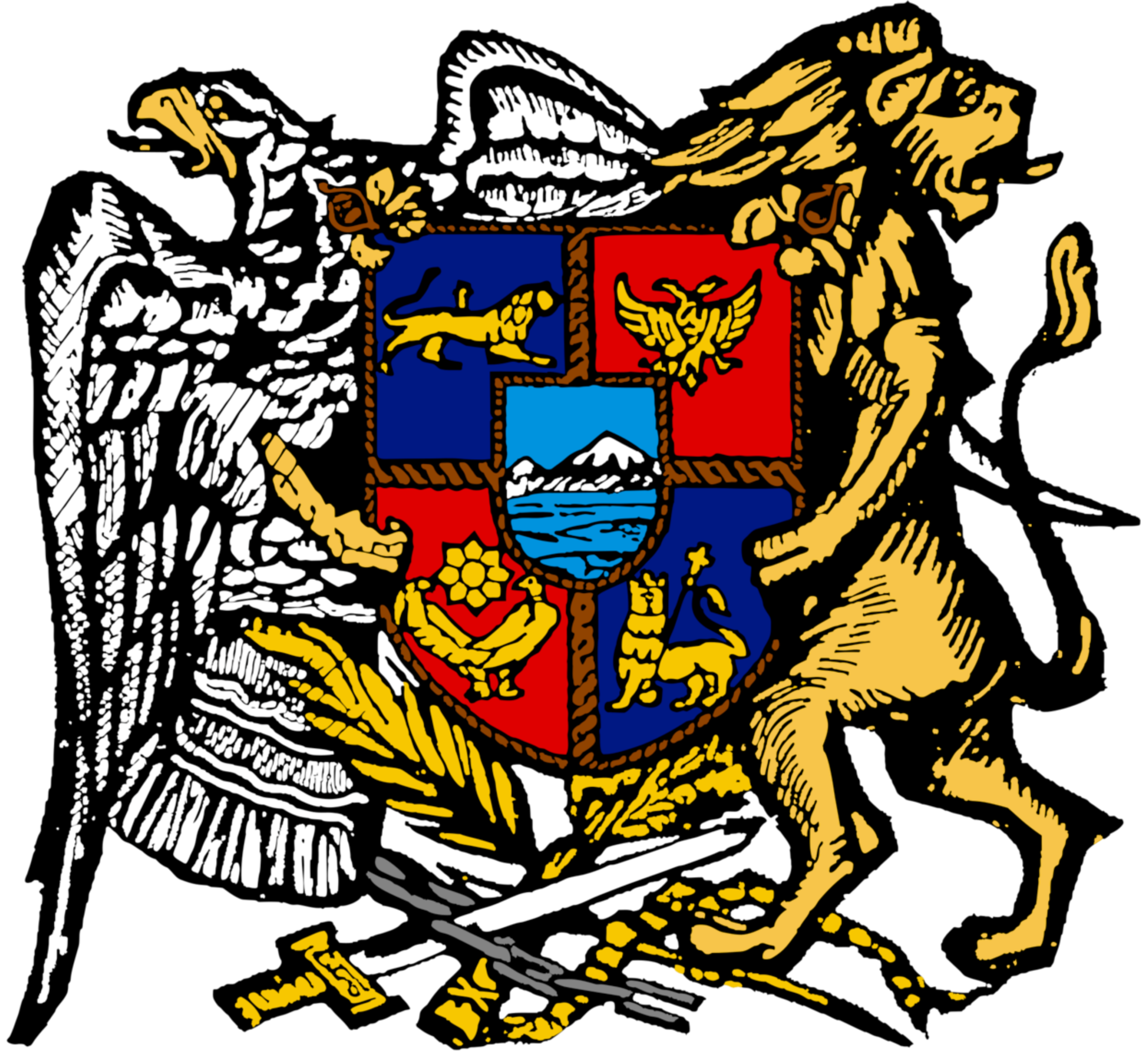
Prima Repubblica (1918–20)
Repubblica Sovietica (1921–91)
Seconda Repubblica (1992–oggi)

## Impatto culturale

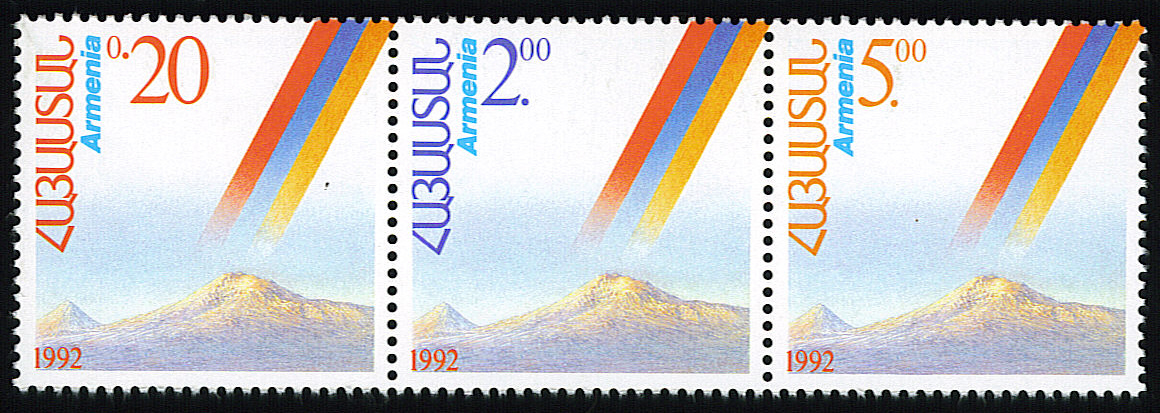
Omaggio filatelico armeno all'Ararat emesso nel 1992

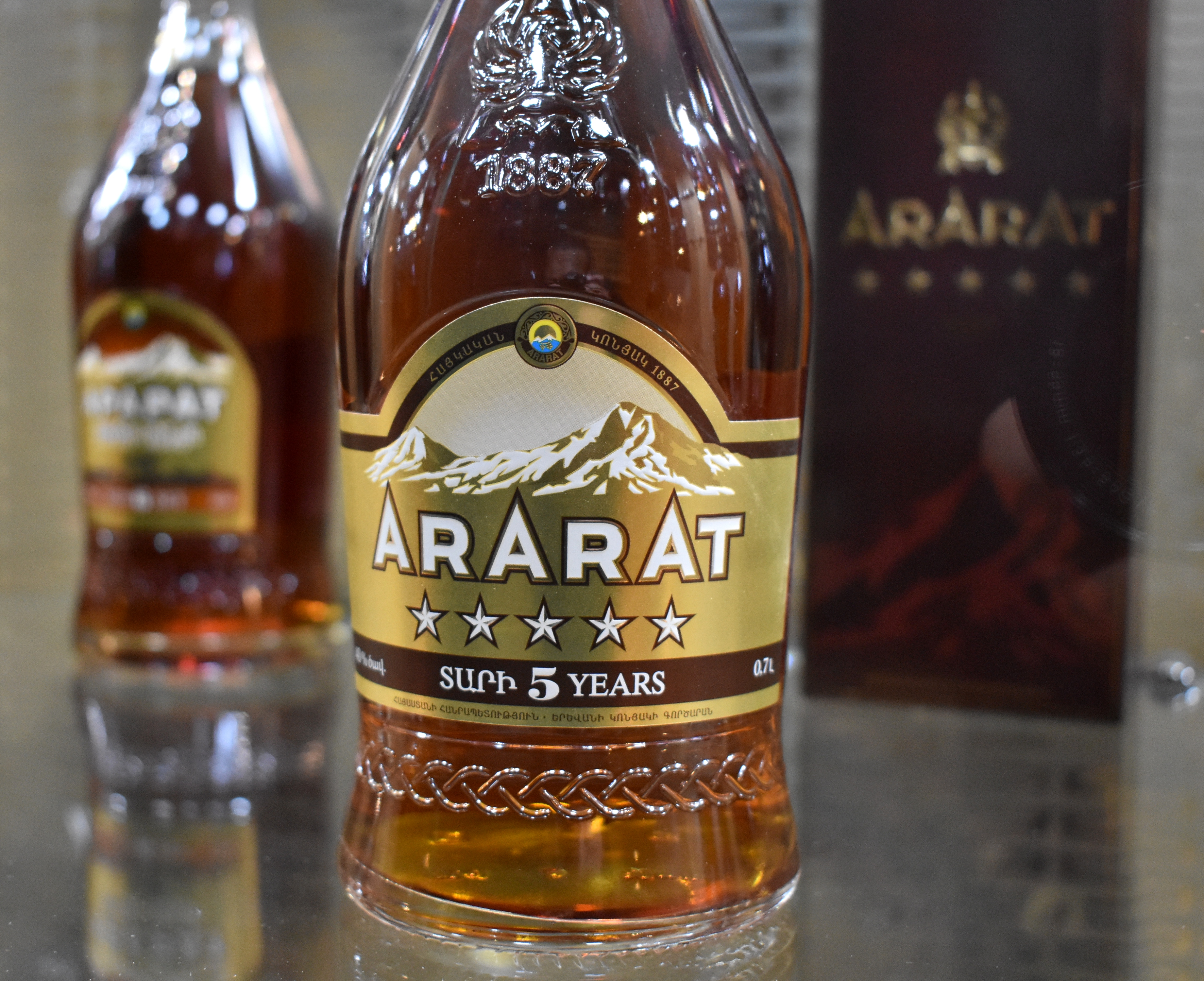
Brandy armeno dedicato all'Ararat

L'etnografo Levon Abrahamian ha osservato che l'Ararat impone la propria massiccia presenza per gli Armeni sia dal punto di vista visivo (può essere visto da molte case di Erevan e da vari altri insediamenti nella pianura di Ararat) che da quello simbolico (attraverso molte rappresentazioni visive, come sugli stemmi armeni), e culturale - cioè in numerose e varie rappresentazioni poetiche, politiche e architettoniche di stampo nostalgico. I primi tre francobolli emessi dall'Armenia nel 1992 dopo aver ottenuto l'indipendenza dall'Unione Sovietica raffiguravano proprio il monte Ararat.
Il monte Ararat è stato raffigurato su varie banconote del dram armeno emesse nel 1993-2001; sul retro delle banconote di 10 dram emesse nel 1993 e di quelle da 50 dram emesse nel 1998, sul dritto delle banconote da 100 e 500 dram emesse nel 1993, e sul rovescio delle 50 000 banconote emesse nel 2001. È stato anche raffigurato sul retro delle banconote da 100 lire turche del 1972-1986.
L'Ararat è raffigurato nei loghi di due delle principali università dell'Armenia: l'Università Statale di Erevan e l'Università Americana di Armenia. È raffigurato nei loghi del Football Club Ararat Yerevan (sin dai tempi sovietici) e della Federcalcio armena. Anche il logo di Armavia, l'attuale porta bandiera dell'Armenia, raffigurava Ararat. Le pubblicazioni del Partito Socialdemocratico Hunchakian in Libano e California prendono entrambe il nome dalla montagna. Il brandy Ararat, prodotto dalla Yerevan Brandy Company dal 1887, è considerato il più prestigioso brandy dell'Est europeo. Gli hotel di Erevan spesso, per rendere le loro camere più appetibili, ne pubblicizzano la visibilità di Ararat ivi offerta, percepita come un grandioso vantaggio dai turisti.

### Nelle arti figurative

#### Europa
L'Ararat è stato sovente raffigurati nei libri di tutti quegli Europei, di cui molti britannici, che si sono recati in viaggio in Armenia tra l'Ottocento e il Novecento.

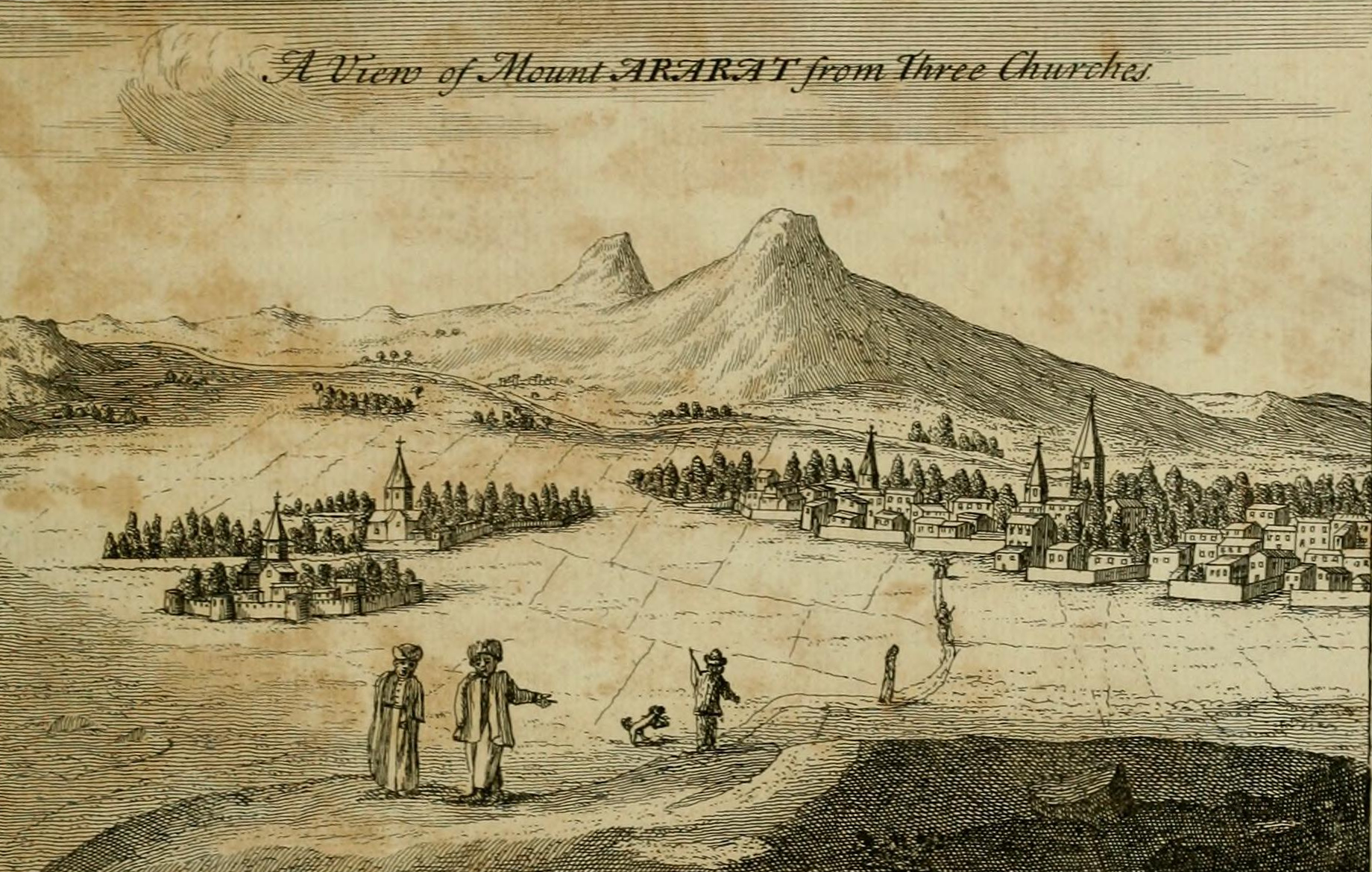
Joseph Pitton de Tournefort, 1718
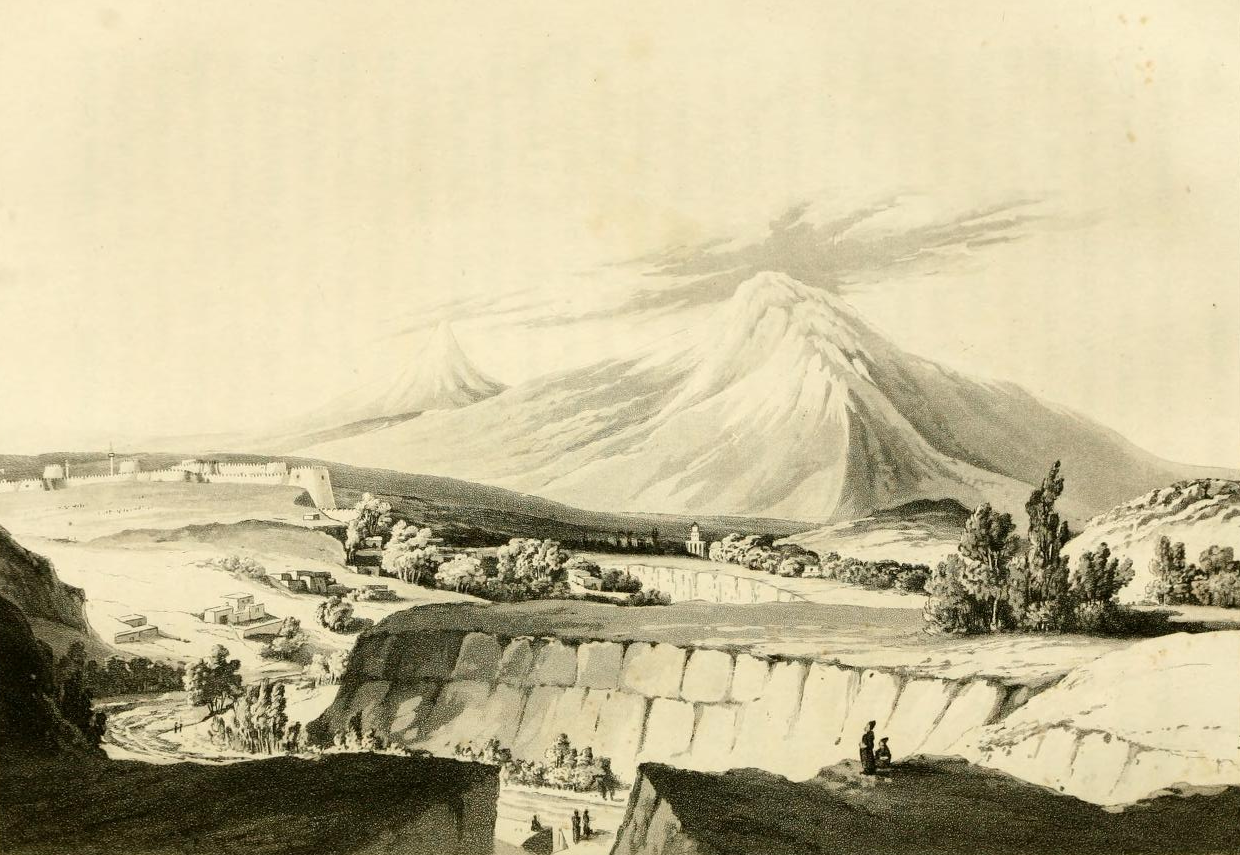
Robert Ker Porter, 1821
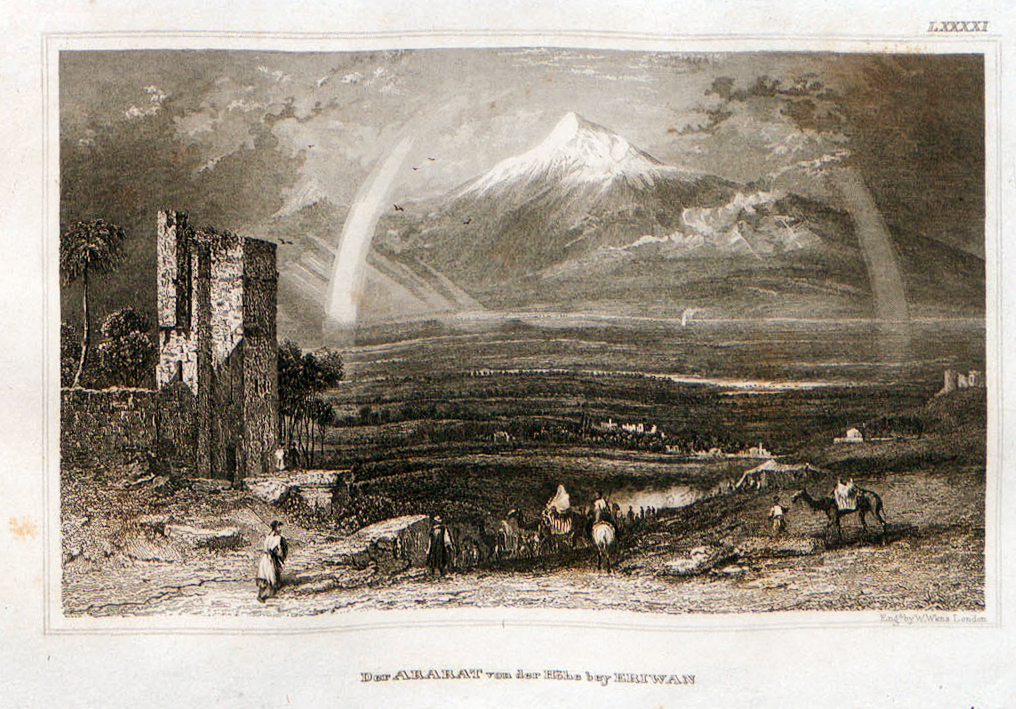
L'Ararat visto da Erevan, tavola tratta dal Meyer's Universum, 1835
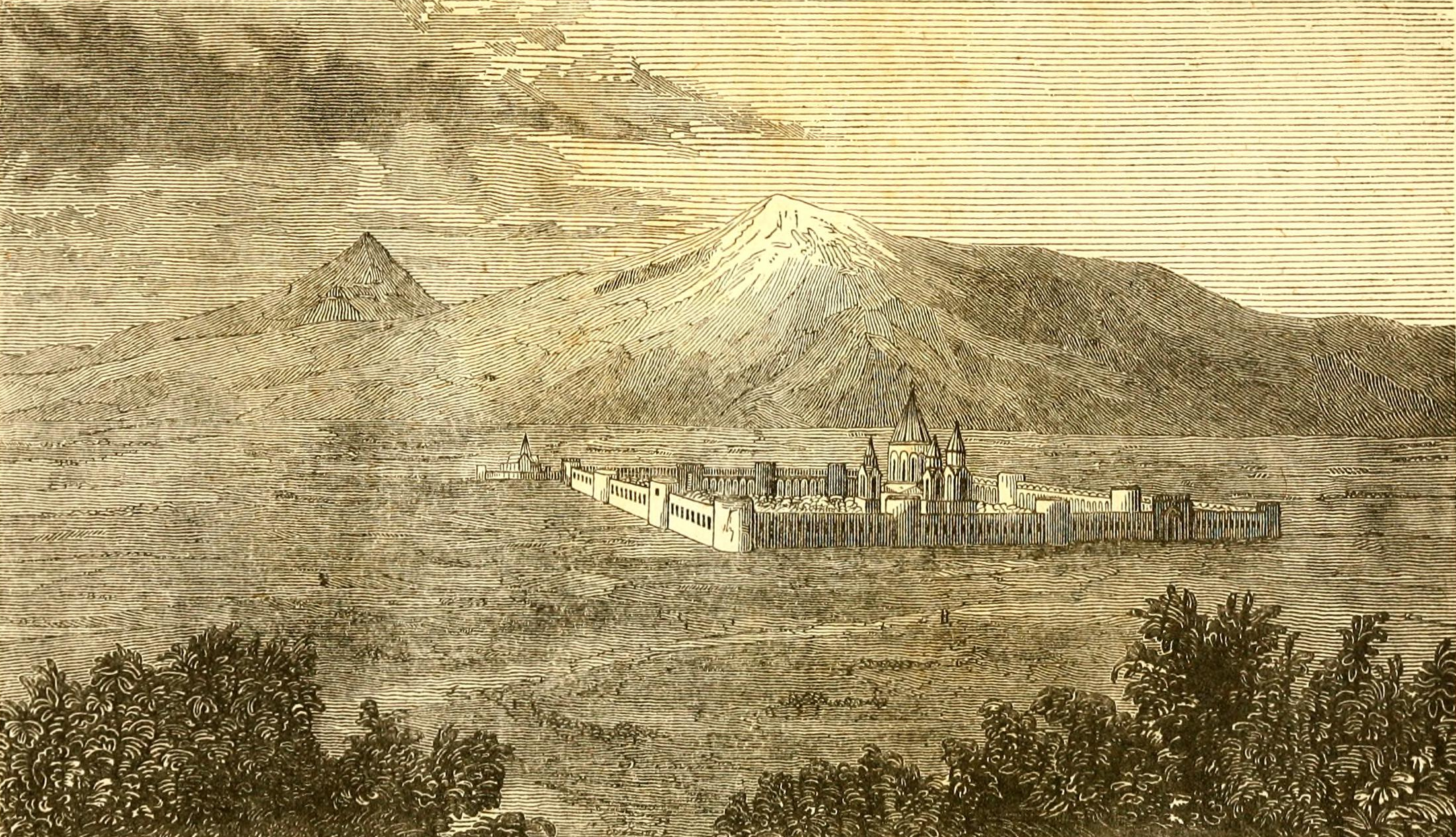
Vista dell'Ararat e del monastero di Echmiadzin, immagine desunta dalla traduzione inglese del 1846 del Viaggio sull'Ararat di Friedrich Parrot
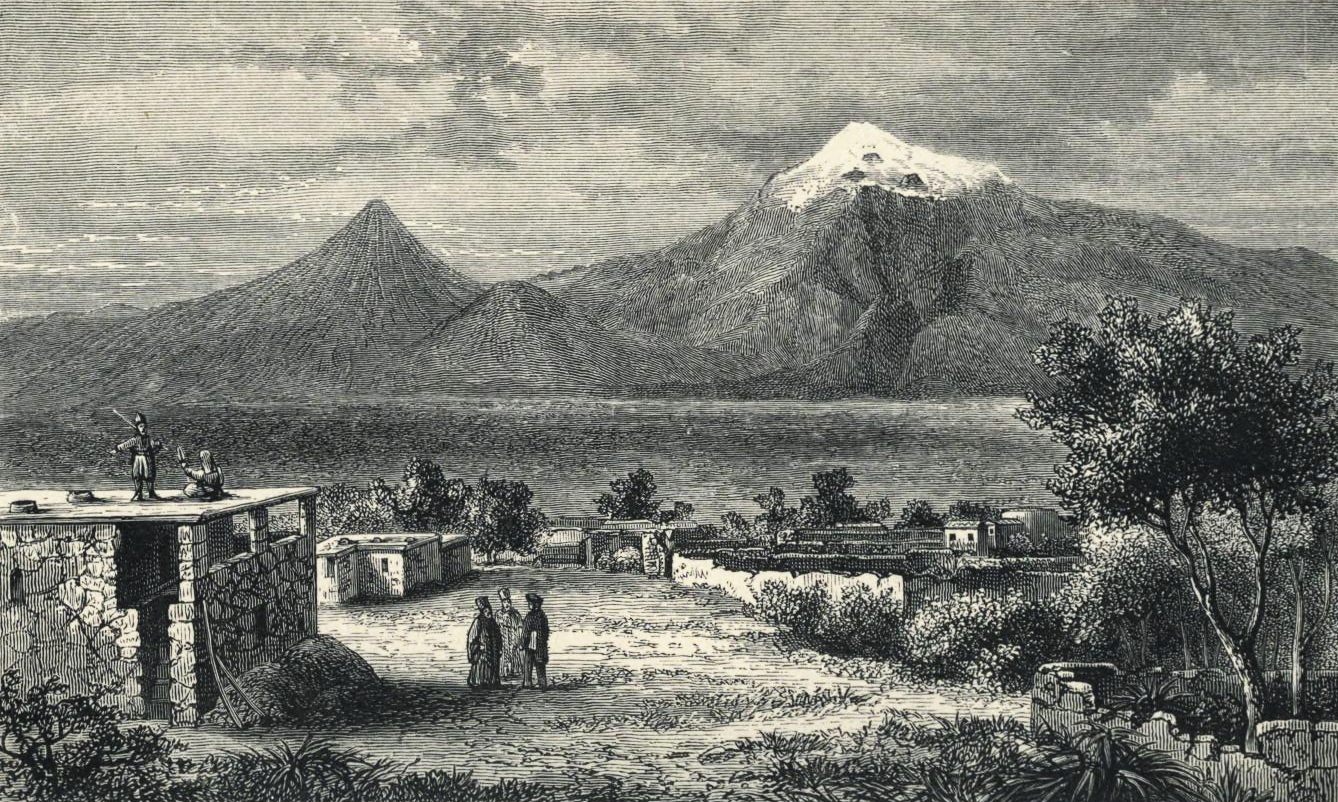
James Bryce, 1877
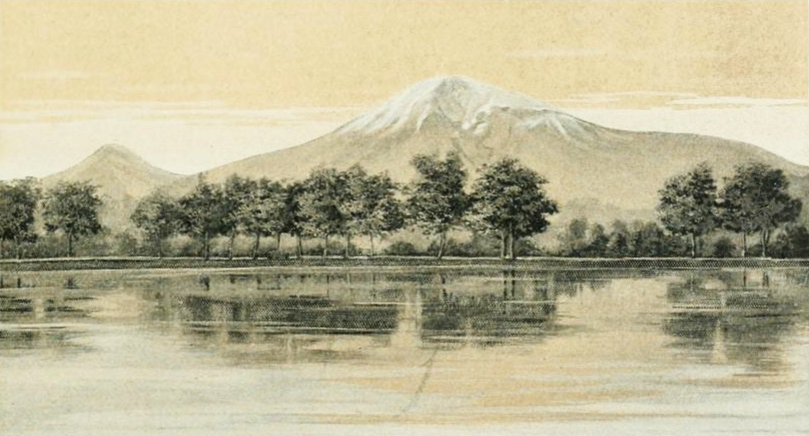
H. F. B. Lynch, 1901

#### Armenia
Secondo una fonte, il primo artista armeno a rappresentare la montagna fu Ivan Konstantinovič Ajvazovskij, autore di un dipinto dell'Ararat eseguito durante la sua visita in Armenia nel 1868. Altri importanti artisti armeni che si sono cimentati in raffigurazioni dell'Ararat sono Yeghishe Tadevosyan, Gevorg Bashinjaghian, Martiros Saryan, e Panos Terlemezian.

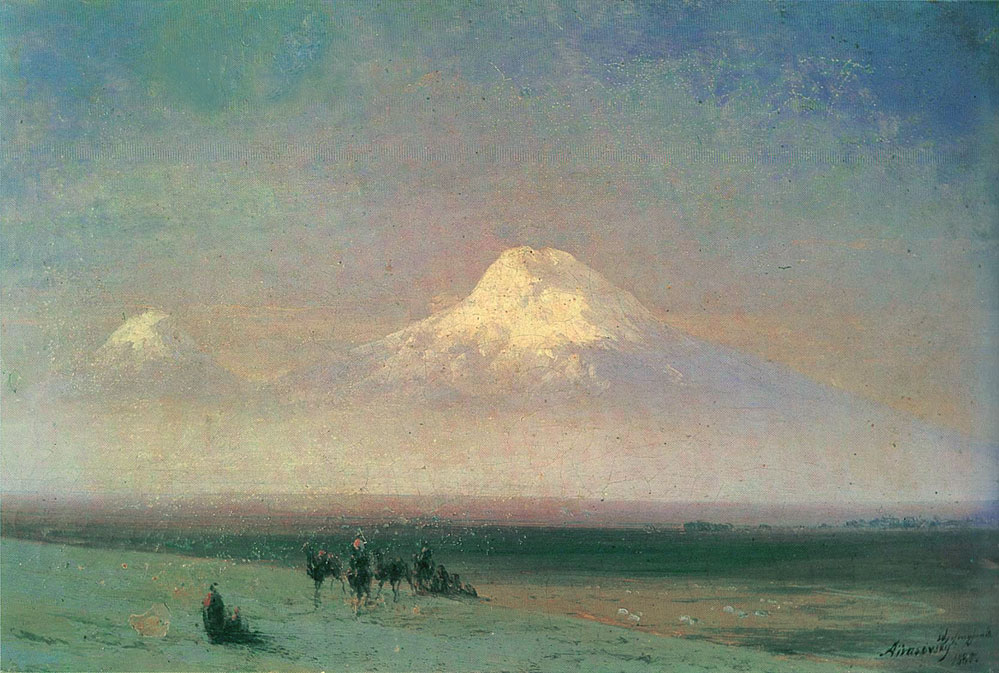
Ivan Konstantinovič Ajvazovskij, Valle del monte Ararat, 1882
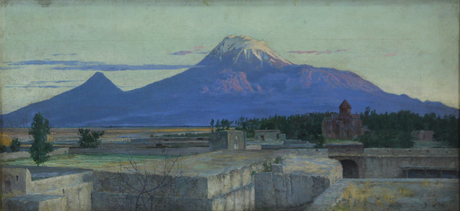
Yeghishe Tadevosyan, Ararat dall'Ejmiatsin, 1895
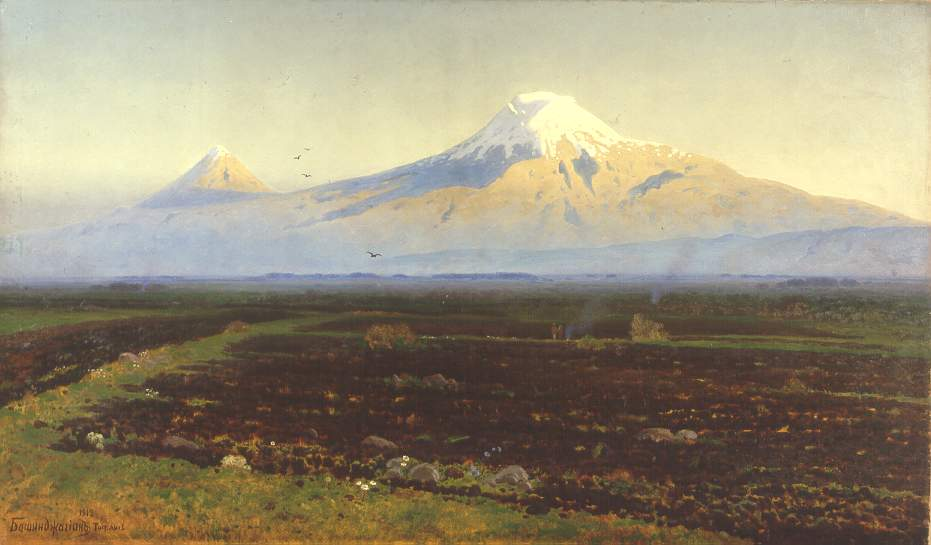
Gevorg Bashinjaghian, 1912
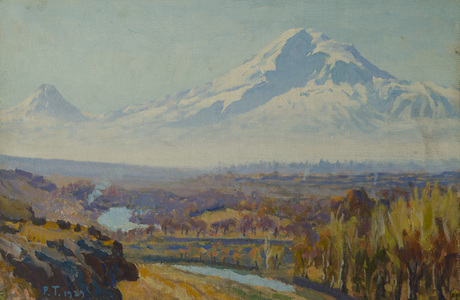
Panos Terlemezian, 1929

### Nella letteratura
Il poeta romantico inglese William Wordsworth nel suo poema Sky-prospect — From the Plain of France scrive:
A ricordare le cime nevose dell'Ararat è anche il celebre poeta russo Aleksandr Pushkin, autore di un'opera denominata Viaggio verso Arzrum (Путешествие в Арзрум; 1835–36) dove, narrando le sue avventure nel Caucaso ai tempi della guerra russo-turca (1829-29), ci lascia una descrizione del massiccio montuoso assai vivida:
Altri poeti e letterati non armeni che hanno parlato dell'Ararat nelle proprie opere sono Valery Bryusov, autore di due poemi dedicati al monte editi nel 1917 dove questo viene immaginato come la personificazione dell'antichità della cultura e della popolazione armena, e Vasily Grossman, per il quale «con i suoi declivi gentili, teneri, sembra crescere non dalla terra ma dal cielo, come se si fosse condensato dalle sue bianche nuvole e dal suo blu liquido».
Ancora più pregnante è la presenza dell'Ararat nella letteratura armena: come osservato da Meliné Karakashian, i poeti armeni «attribuiscono al monte valori simbolici di unità, libertà e indipendenza». Secondo Kevork Bardakjian, l'Ararat «incarna le aspirazioni e le sofferenze armene, e in special modo le funeste conseguenze del genocidio del 1915: uno sterminio quasi totale, la perdita di una cultura pressoché unica...».
L'Ararat viene menzionato nel poema del 1920 Amo la mia Armenia (Ես իմ անուշ Հայաստանի) di Yeghishe Charents («E nel mondo intero non troverai mai una cima montuosa come l'Ararat / Come un'irraggiungibile vetta di gloria io amo il mio monte Masis») e in una composizione del 1926 di Avetik Isahakyan. Particolarmente intensa la ricorrenza dell'Ararat nella poetica di Hovhannes Shiraz, autore di una raccolta di poesie, Knar Hayastani [Lira di Armenia] intrisa di «forti connotazioni nazionalistiche, in particolare rispetto al monte Ararat (in Turchia) e all'irredentismo da esso comportato». In un poema, Ktak [Lascito], Shiraz prega il figlio di «mantenere l'Ararat per sempre, / Come lingua di noi armeni, come il pilastro della casa di tuo padre».

### Nella Musica
Il Monte Ararat viene raffigurato sulla copertina dell'album "L'arca di Noè" di Franco Battiato del 1982

## Galleria d'immagini

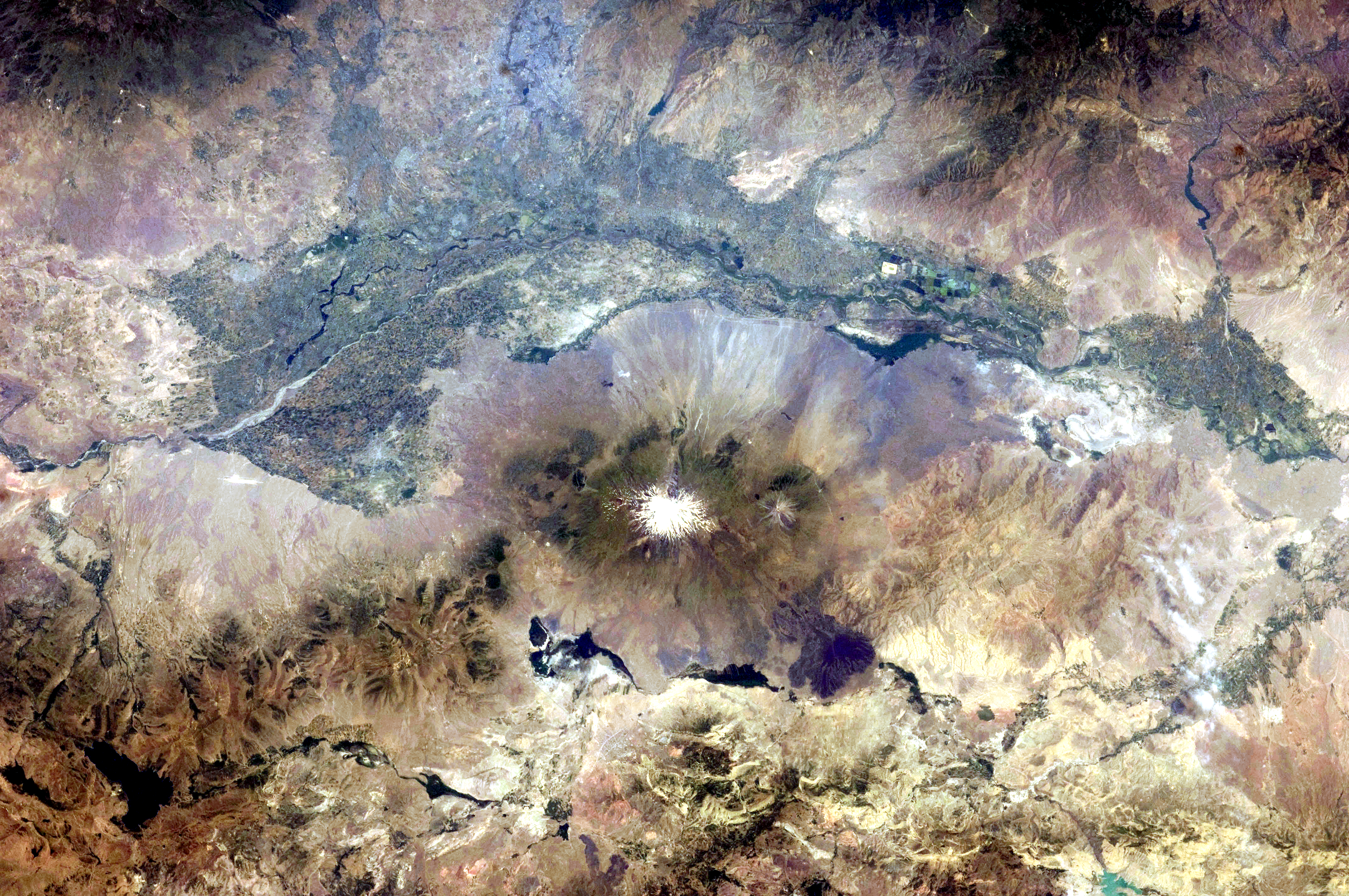
L'Ararat dalla Stazione spaziale internazionale in una foto scattata in data 8 luglio 2011
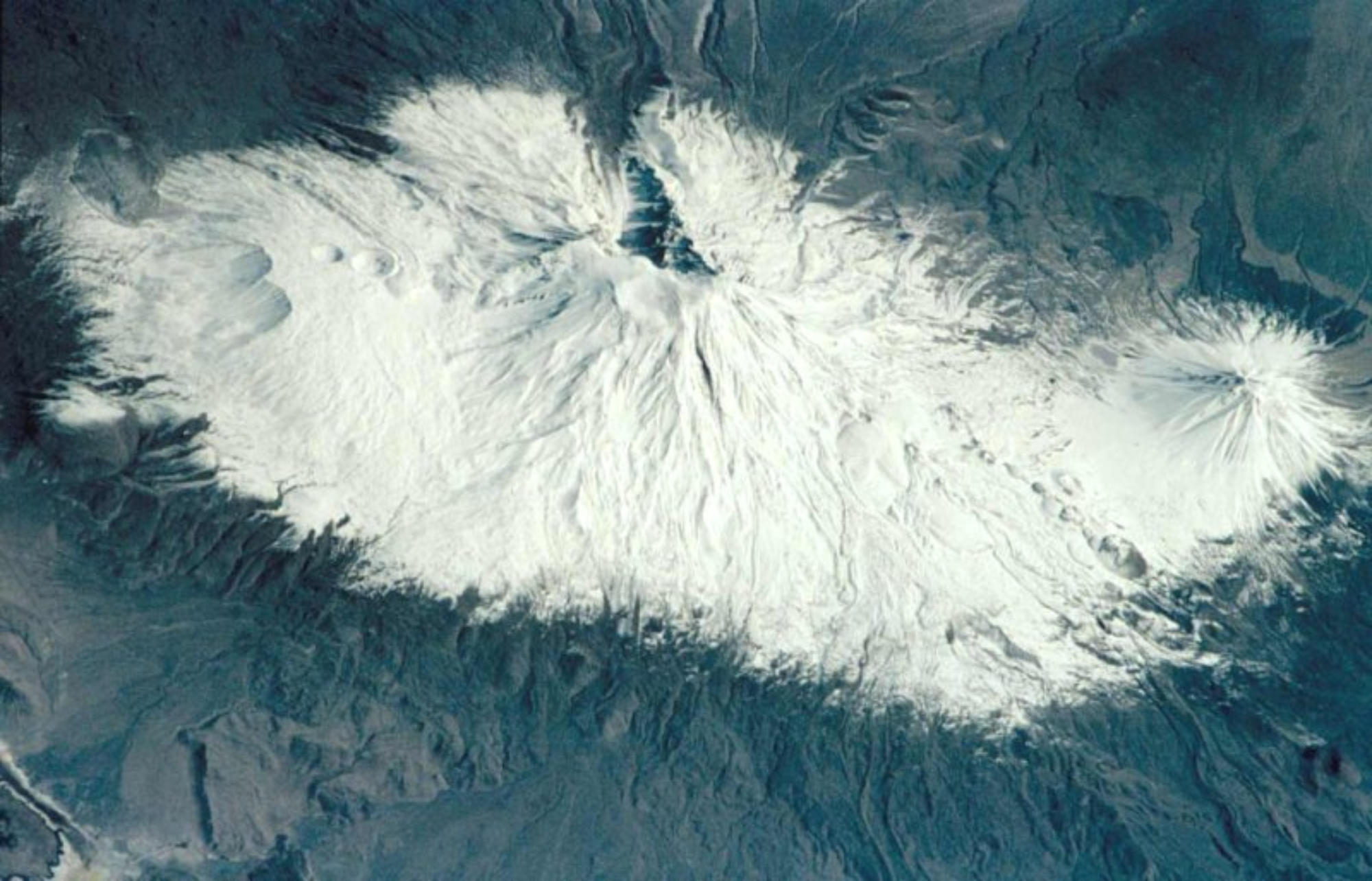
Foto scattata dallo Space Shuttle il 18 marzo 2001
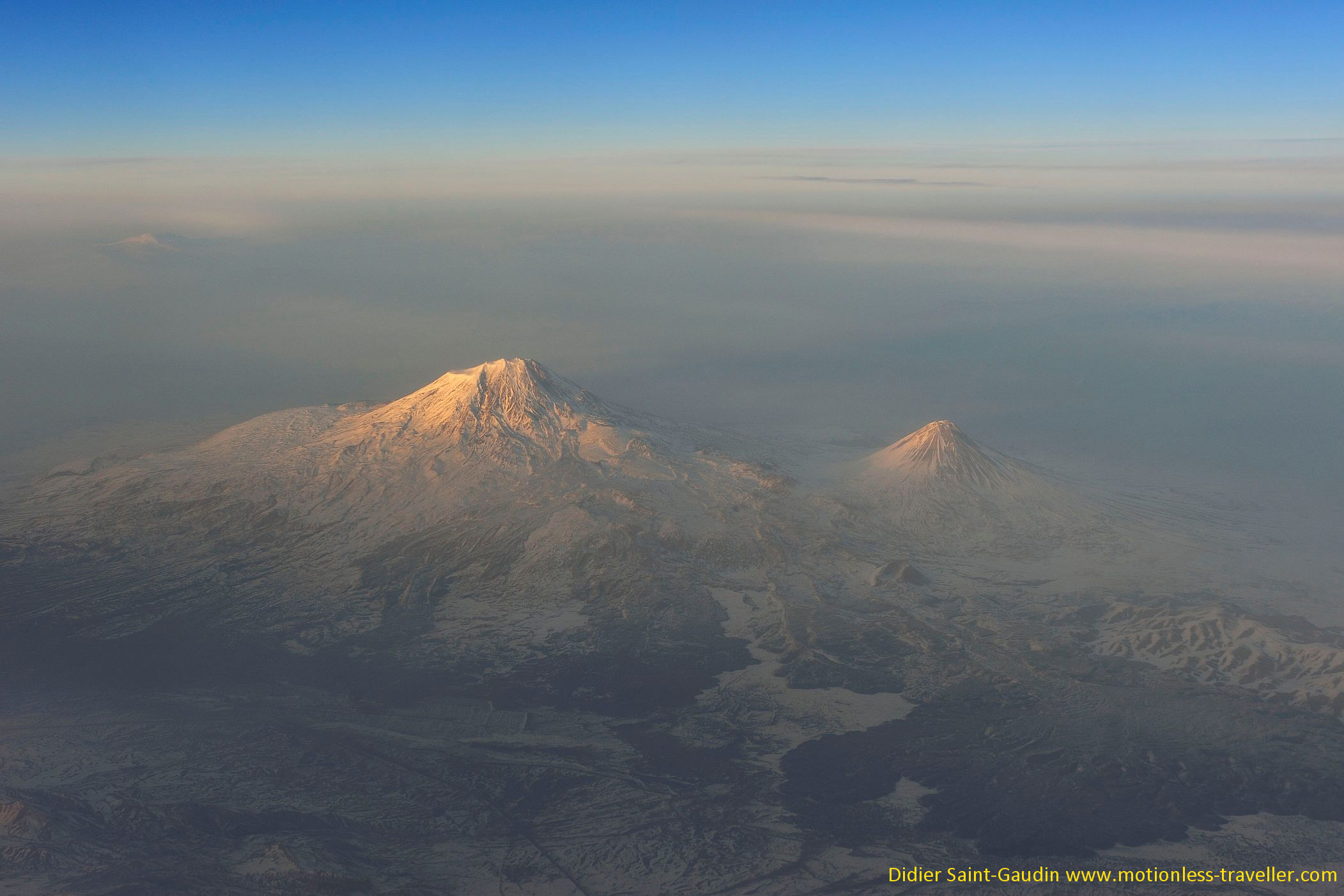
Monte Ararat
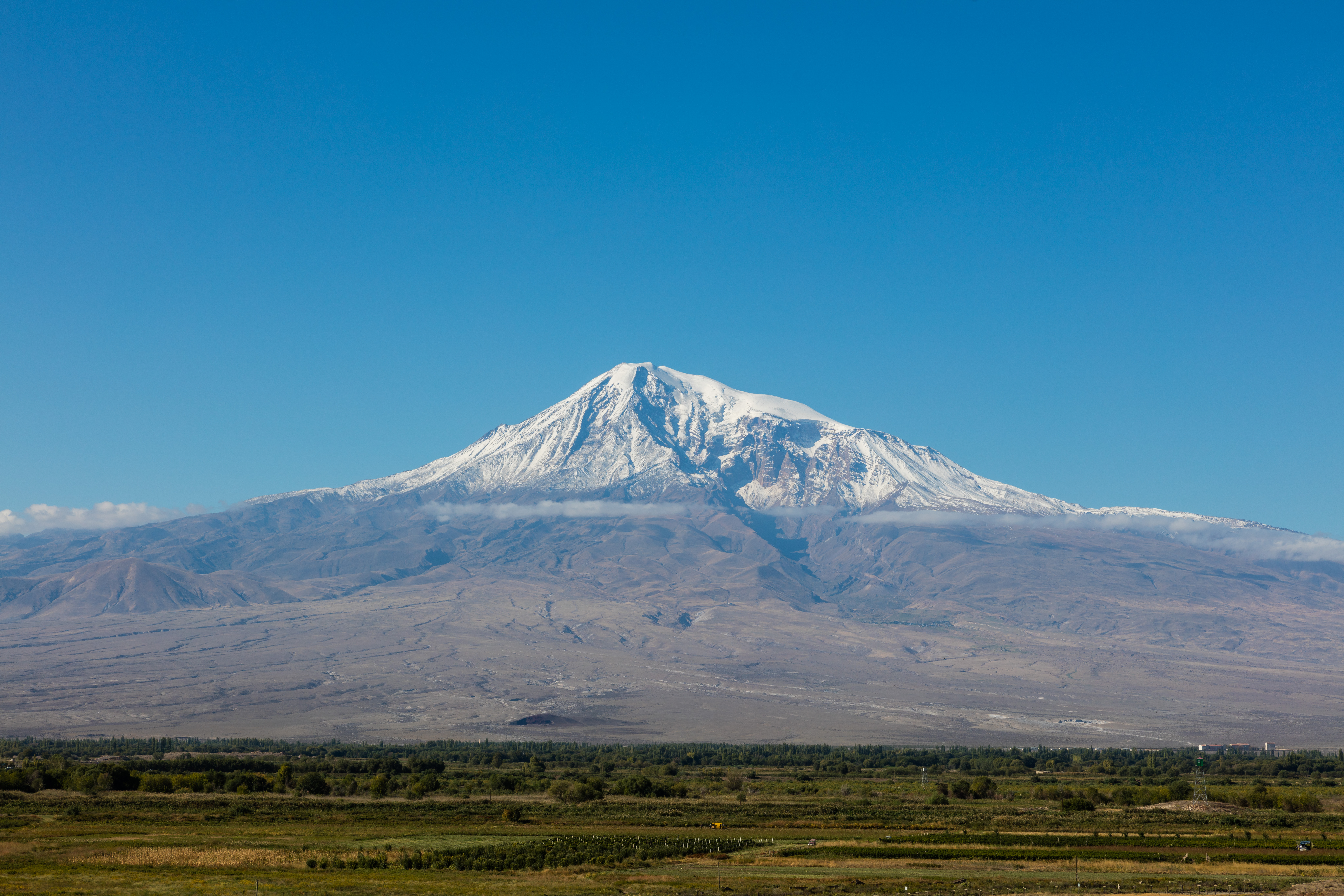
Veduta dell'Ararat da Khor Virap, Armenia
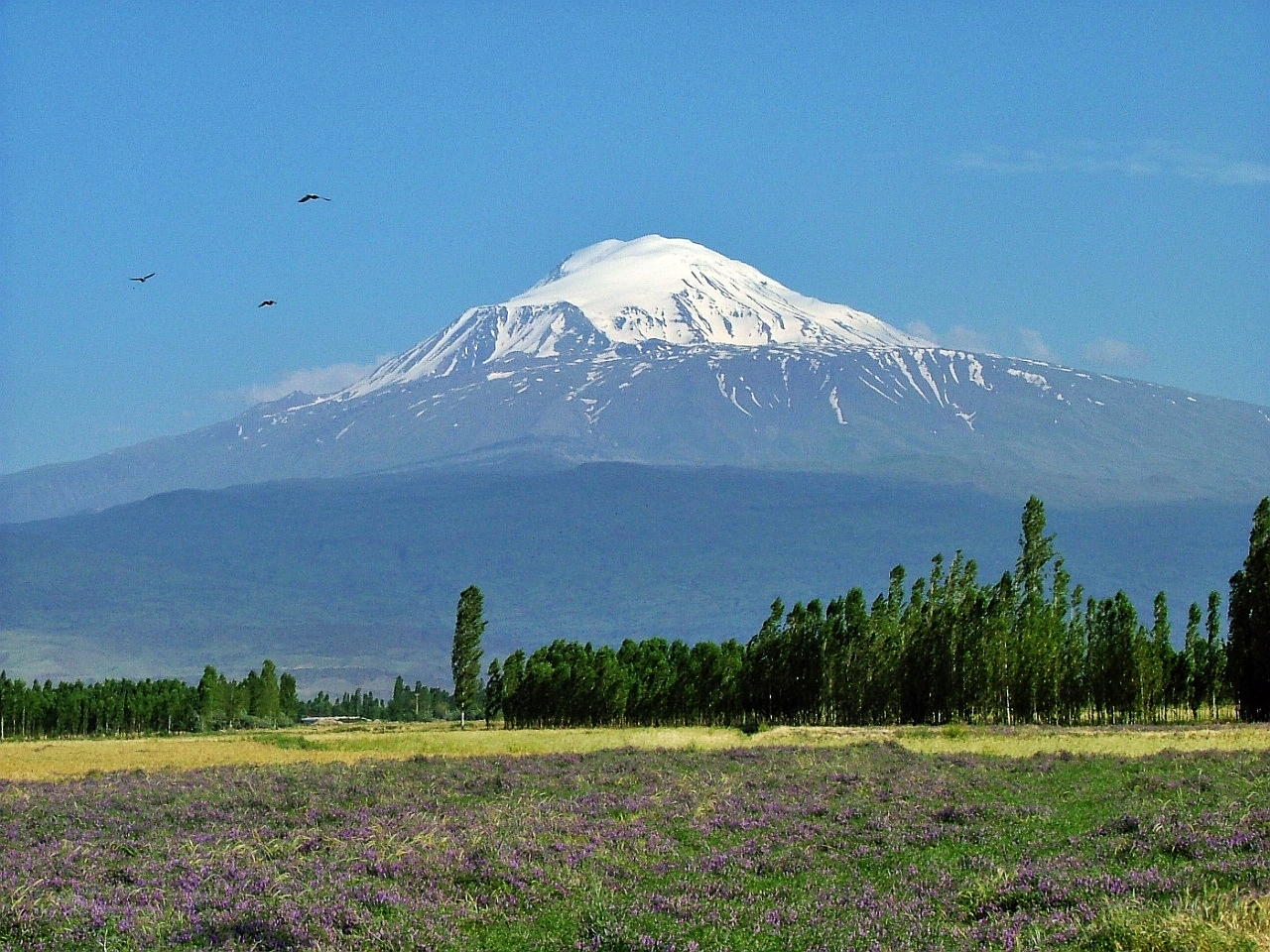
Veduta dell'Ararat da Iğdır, Turchia
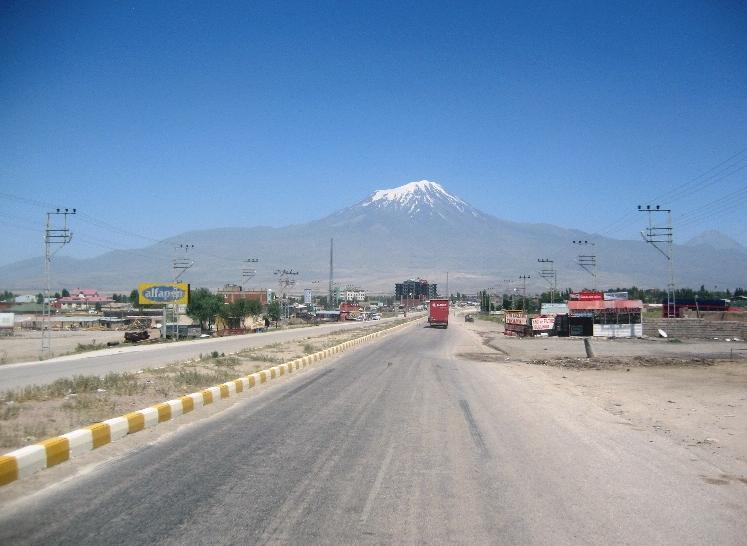
Veduta dell'Ararat da Doğubeyazıt
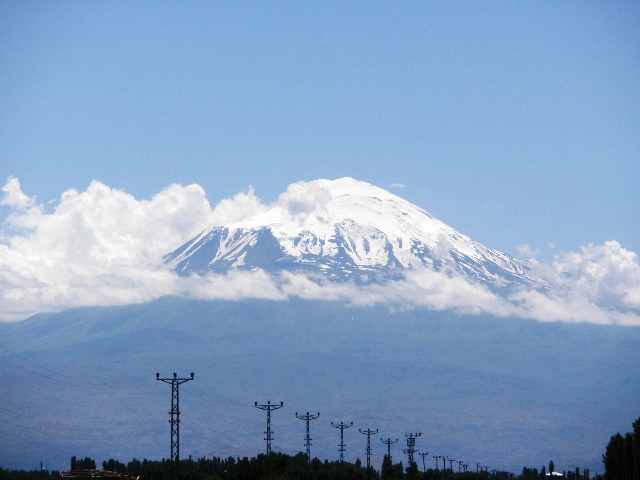
Veduta dell'Ararat da Iğdır
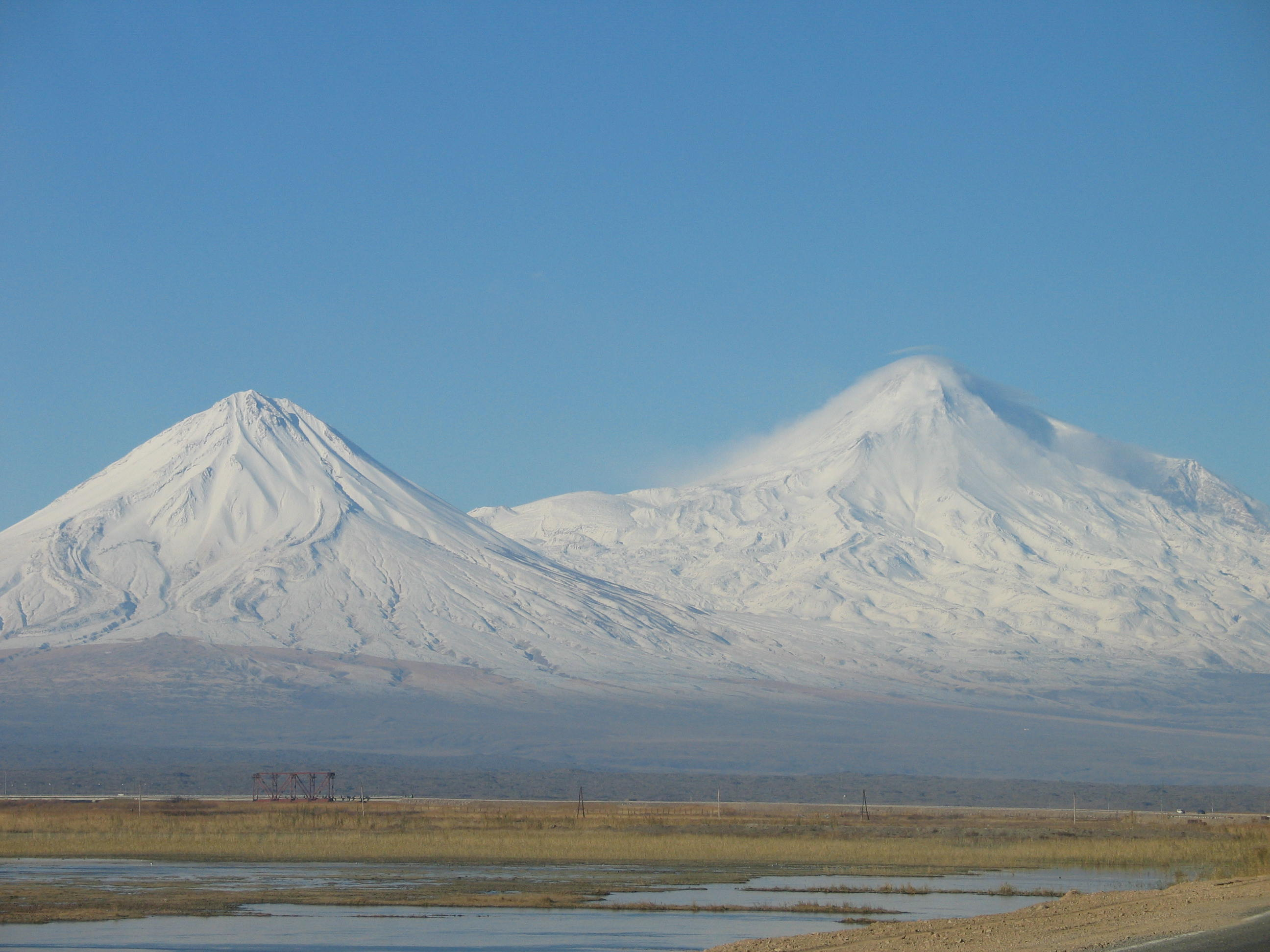
Veduta dell'Ararat da Nakhchivan